# Transports en commun de l'agglomération nantaise
Pour les articles homonymes, voir TAN.
Le réseau des transports en commun de l'agglomération nantaise, anciennement simplifié en réseau TAN et devenu réseau Naolib, est le nom commercial du réseau de transport en commun de l'agglomération nantaise desservant la ville de Nantes, 23 communes aux alentours membre de la métropole, et la commune du Cellier.
Le réseau est constitué de 3 lignes de tramway, de 2 lignes de Busway (bus à haut niveau de service), de 8 lignes Chronobus, de 49 lignes de bus régulières, de 4 lignes nocturnes, de 4 services de transport à la demande, de lignes et circuits scolaires, et de 3 lignes Navibus (liaisons fluviales).
Il est géré par Nantes Métropole, l'autorité organisatrice des transports nantais, qui sous-traite par délégation de service public la gestion du réseau à la Société d'économie mixte des transports en commun de l'agglomération nantaise (SEMITAN).
Cette dernière, en plus de son rôle de gestion du réseau, exploite une partie du réseau de transport : les cinq lignes dites « armatures » (3 de tramway et 2 de Busway), les huit lignes Chronobus, 12 lignes de bus régulières, la navette aéroport, la navette évènementielle, les services de transport à la demande (Proxitan et TàD) dont certaines courses sont sous-traitées, les 4 lignes Luciole et des lignes et renforts scolaires.
Les lignes de bus restantes (régulières ou scolaires), quelques services Proxitan ou TàD, et les lignes Navibus sont sous-traitées et exploitées par des entreprises affrêtées : Transdev STAO PL 44, Keolis Atlantique, les Transports Brodu (groupe FAST), les Voyages Quérard (groupe FAST), les Voyages Lefort pour les lignes de bus, Transdev VAD et Monamiligo (groupe Keolis) pour les services de transport à la demande, et Marine & Loire Croisières (groupe Kersea) et Bateaux Nantais pour les lignes Navibus.
Le réseau de transport en commun nantais est notamment connu pour avoir été l'un des premiers, voire le premier à utiliser ou réintroduire des modes de transports : les omnibus en 1826, le tramway à air comprimé en 1876, la mise en service de la première ligne fluviale française assurée en navette électrique en 1995, et bien sûr la réintroduction du tramway moderne français en 1985 avec le lancement d'une première ligne cette année-là.

Nantes a par ailleurs reçu le prix Civitas Awards (en) en 2009, récompense de 30 ans d'engagement en faveur des transports en commun.

## Histoire
En 1960, les transports en commun sont gérés par la CNTC (Compagnie nantaise des transports en commun), entreprise de statut privé, mais subventionnée par la municipalité, qui effectue 50 millions de voyages. Durant cette période le nombre de voyages s'effondre pour atteindre en 1973 le chiffre de 24 millions.
En 1975 est créé le Syndicat Intercommunal des Transports Publics de l'Agglomération Nantaise (SITPAN) qui donne naissance à la Société des Transports de l'Agglomération Nantaise (STAN). La gestion des transports collectifs s'étend au-delà de la ville de Nantes. En 1979, la STAN devient la Société d'économie mixte des transports en commun de l'agglomération nantaise (SEMITAN),,
Le réseau desservait au départ 13 communes de la métropole en 1979, puis 16 en 1981 (avec l'ajout de Vertou, Bouguenais et Basse-Goulaine), puis 19 en 1982, puis 20 en 1991, puis 21 en 1994 (avec l'ajout de Bouaye) et enfin 24 en 2002.
En septembre 2023, le réseau change de nom pour devenir Naolib, qui regroupe également le réseau de vélos libre-service bicloo et les parkings NGE et EFFIA,.

## Le réseau
Le réseau appartient à la métropole nantaise mais est géré et exploité en partie par la Semitan. Cette délégation de service public a été renouvelée pour la période allant du 1er janvier 2019 au 31 décembre 2025, alors qu'aucune autre entreprise ne s'était portée candidate en face de la Semitan lors du renouvellement de ce contrat. La Semitan s'est également vu attribuée une mission de coordination des mobilités sur le territoire de la métropole lors de ce renouvellement, et a également été choisie par Nantes Métropole en 2017 pour la conduite d'études, de travaux d'infrastructure (nouvelles lignes et extensions...) et de bâtiments (nouveaux dépôts) via un accord cadre de 10 ans.
En 2019, le réseau TAN a assuré 148,6 millions de voyages, dont 77,9 millions avec le tramway et 9,3 millions avec le Busway. 29,6 millions de km ont été assurés, dont 6,5 millions par le tramway et le Busway.
Le réseau est constitué d'un réseau dit « armature » composé des trois lignes de tramway et des deux lignes de Busway, d'un réseau de lignes de bus et d'un réseau de trois lignes de navettes fluviales.

### Tramway

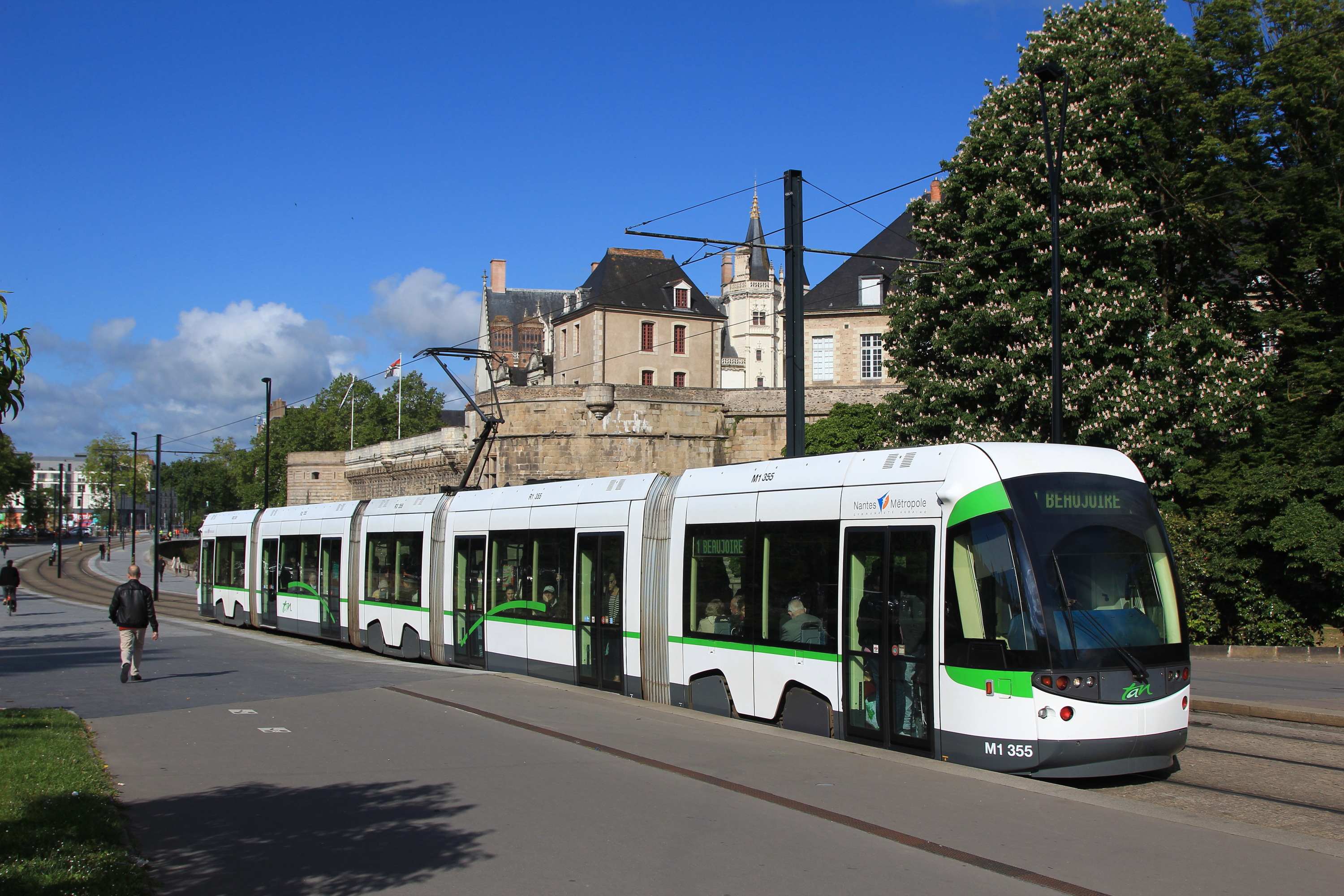
Rame Bombardier Incentro sur la ligne 1.

Le réseau de tramway nantais est actuellement constitué de trois lignes numérotées 1, 2 et 3. Les 91 rames en circulation assurent la desserte des 84 stations situées sur six communes (Nantes, Saint-Herblain, Orvault, Rezé, Bouguenais et La Chapelle-sur-Erdre) et des 45,6 km de lignes commerciales du réseau.
Le réseau est notamment connu pour avoir lancé le 7 janvier 1985 la première ligne de tramway moderne française, lançant ainsi la réintroduction de ce mode de transport dans les villes françaises.
Nantes a également disposé d'un ancien réseau de tramway de 1879 à 1958, mais qui a été supprimé en raison de la forte concurrence de l'arrivée des autobus et des dégâts causés par la Seconde Guerre mondiale.
Le réseau est entièrement accessible aux personnes à mobilité réduite puisque toutes les rames disposent de plusieurs accès PMR. En outre, les lignes du réseau tramway détiennent toutes le label NF Service.

### Busway

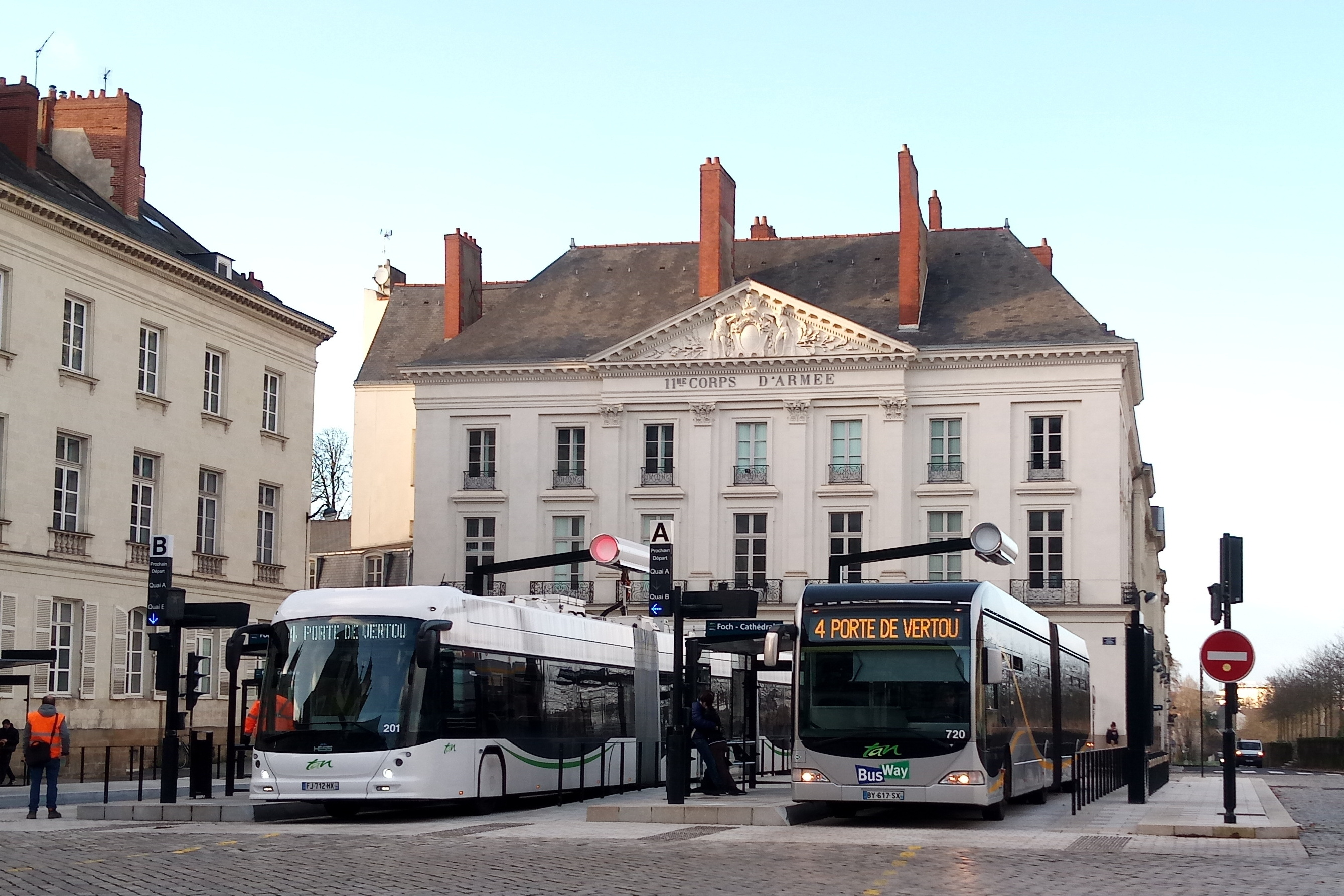
Un Hess lighTram et un Mercedes Citaro G, les deux modèles de véhicules circulant sur le réseau.

Les lignes dites « Busway » sont les lignes de bus à haut niveau de service du réseau. Elles sont numérotées de 4 à 5 afin de suivre la continuité de la numérotation avec les lignes de tramway. Les 42 autobus en circulation assurent la desserte des 30 stations situées sur trois communes (Nantes, Saint-Sébastien-sur-Loire et Vertou) et des 13 km de lignes commerciales du réseau.
La première ligne, la ligne 4, est lancée le 6 novembre 2006 et relie le centre-ville de Nantes (en partant du terminus Foch ─ Cathédrale) à la commune de Vertou au sud-est de l'agglomération (terminus Porte de Vertou). La seconde ligne, la ligne 5, est lancée le 27 février 2020 et dessert principalement l'île de Nantes et le quartier Malakoff en reliant la gare de Nantes au hangar à bananes.

### Autobus

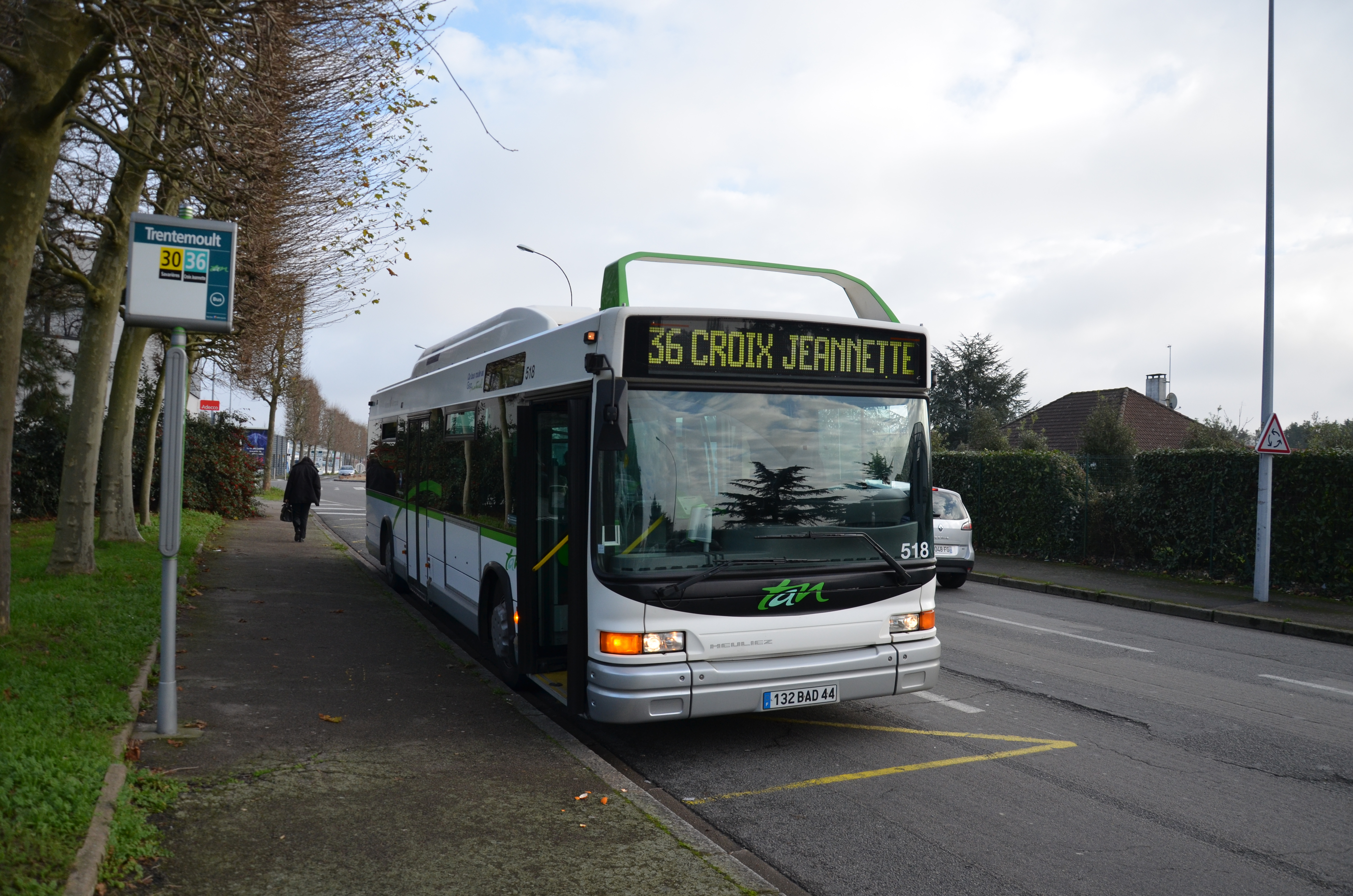
Autobus Heuliez GX 317 GNV sur la ligne 36.

Le réseau d'autobus dessert l'ensemble des 24 communes de la métropole nantaise (plus la commune du Cellier non membre de Nantes Métropole). Environ 550 autobus assurent la desserte des 8 lignes Chronobus, des 48 lignes régulières, des 4 lignes nocturnes, des services de transport à la demande et des services scolaires.
Les lignes dites « Chronobus » sont les lignes disposant d'un plus haut niveau de service que les lignes de bus classiques (meilleure fréquence, amplitude...). Les quatre premières lignes du réseau (C1, C2, C3 et C4) sont mises en service le 1er octobre 2012, trois autres lignes (C5 (devenue la ligne 5), C6 et C7) sont mises en service l'année suivante, et les deux dernières (C9 et C20) sont lancées à la rentrée 2018.

Le réseau Chronobus est actuellement constitué de 89 km de lignes commerciales et de 259 arrêts.
Le réseau de bus classique est constitué de 49 lignes de jour (dont 36 lignes régulières, 3 lignes dites « navettes », 4 lignes « Express », une navette aéroport, une navette évènementielle, une navette du marché d'Indre, et trois circuits spécifiques à la commune de La Chapelle-sur-Erdre) et de 4 lignes fonctionnant la nuit appelées « Luciole ».
Le réseau TAN dispose également de 39 lignes scolaires assurant des dessertes complémentaires des établissements scolaires ou des zones d'activités, et de 255 circuits de cars scolaires accessible uniquement sur inscription.
Certaines lignes régulières disposent également de services supplémentaires en période scolaire appelés « renforts scolaires ».

### Navibus

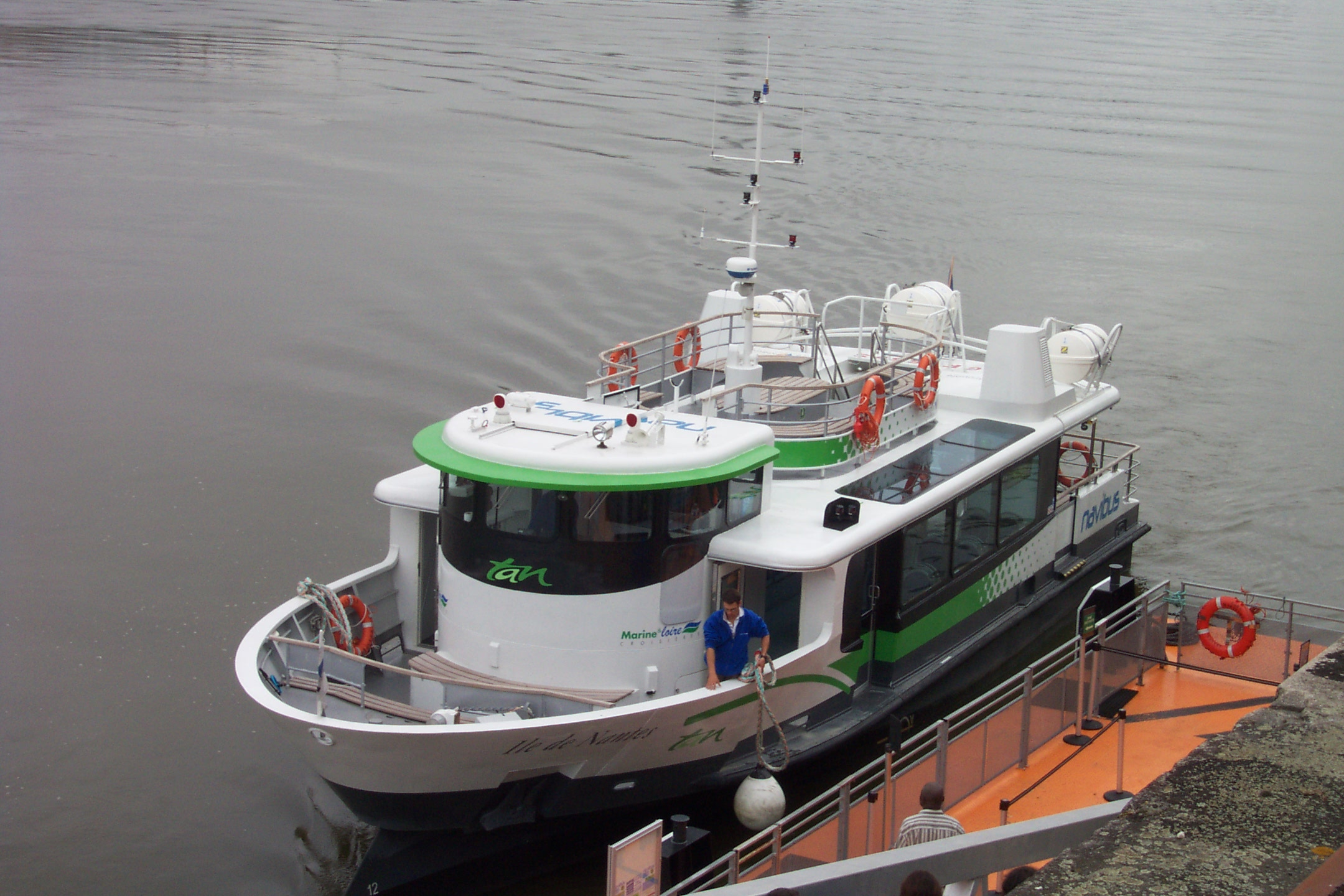
LÎle de Nantes, un des bateaux assurant les lignes sur la Loire.

Les lignes dites « Navibus » sont des lignes de transport fluvial du réseau proposant des liaisons sur la Loire et l'Erdre, les deux principales voies d'eau de la métropole. Il existe actuellement trois lignes numérotées N1, N2 et N3 fonctionnant tous les jours (sauf le 1er mai).
Le service sur la Loire est constitué de deux lignes : l'une (la ligne N1, anciennement Navibus Loire) lancée le 18 juin 2005 relie la gare maritime et la ligne 1 au village de Trentemoult, et l'autre (la ligne N2) lancée le 11 février 2020 relie la pointe ouest de l'Île de Nantes au quartier de Chantenay.
Le service sur l'Erdre est constitué d'une seule ligne, la ligne N3, reliant le lycée marititme sur la rive droite et le campus du Tertre et la ligne 2 sur la rive gauche.

### Transport à la demande

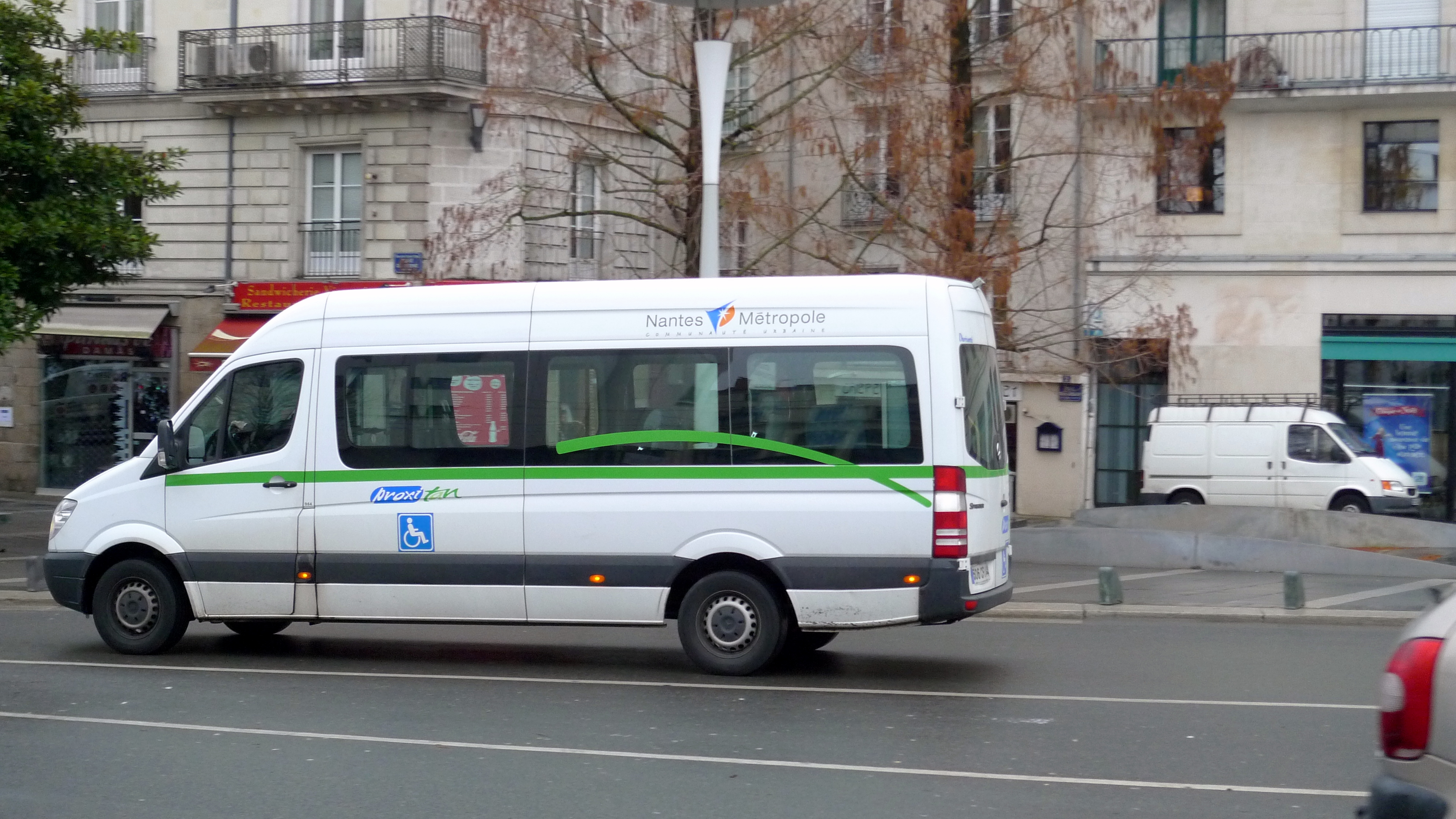
Mercedes-Benz Sprinter « Proxitan » sur le cours des 50-Otages.

Le réseau dispose de deux services de transport à la demande, dont un couvrant trois zones sur trois communes de l'agglomération :
- Proxitan, le service de transport à la demande de porte à porte couvrant l'ensemble de l’agglomération nantaise, destiné aux personnes titulaires d’une carte d’invalidité à 80% minimum, et accessible avec n'importe quel titre de transport TAN.
- Transport À la Demande (TAD), le service constitué de trois « lignes » permettant de desservir les quartiers isolés des communes de Basse-Goulaine, Vertou et La Chapelle-sur-Erdre, qui sont peu ou pas desservies par des lignes régulières. Sur simple appel, un minibus vient chercher l'usager à un des points d'arrêts et l'amène à un pôle d'échange ou à une station la plus proche, et inversement.

### Pôles d'échanges

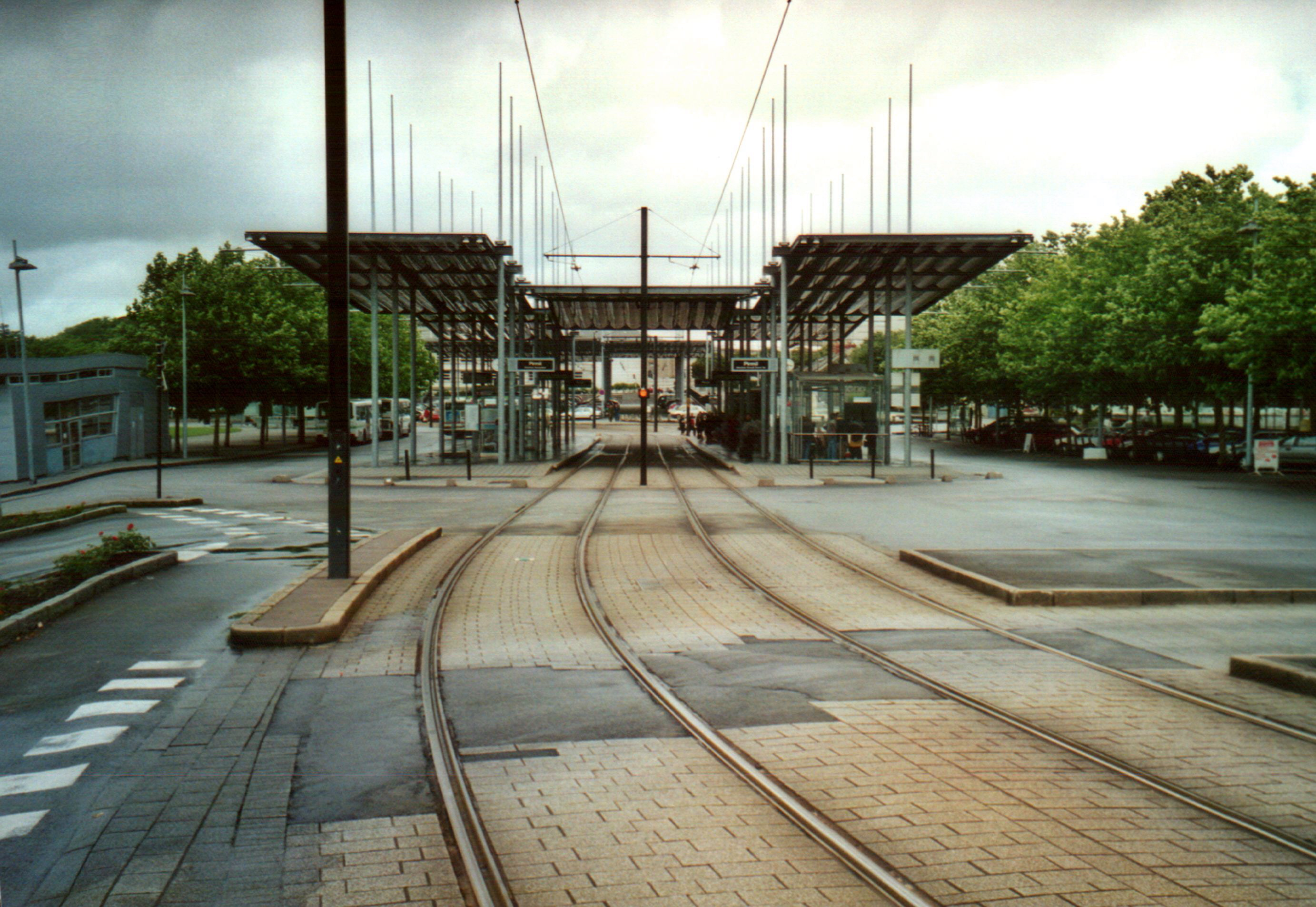
Le pôle d'échanges Pirmil.

Le réseau dispose de dix pôles d'échanges majeurs :
- Commerce, point central du réseau ou se croisent les trois lignes de tramway, cinq lignes de bus et trois lignes « Luciole »
- Pirmil, situé sur la place Pirmil, et permettant une correspondance entre les lignes 2 et 3 de tramway, huit lignes de bus, et neuf lignes régionales Aléop
- Greneraie, situé à proximité de Pirmil, et permettant une correspondance entre la ligne 4 de Busway, sept lignes de bus et une ligne « Luciole » (rénové en 2018 pour l'arrivée de la ligne C9 notamment (l'appel d'offres a été publié en avril 2018[13] et les travaux ont pris fin le 10 août 2018) et accueillant plus de 7 500 voyageurs par jour (cinquième pôle du réseau et deuxième du sud-Loire après Pirmil))[14]
- Haluchère ─ Batignolles, situé au nord-est de Nantes, et permettant une correspondance entre la ligne 1 de tramway, la ligne T1 de tram-train, six lignes de bus, une ligne « Luciole » et trois lignes régionales Aléop (entièrement rénové, puis ouvert le 1er octobre 2012 et inauguré le 15 décembre 2012[6])
- Mendès France ─ Bellevue, situé Place Pierre-Mendès-France, et permettant une correspondance entre la ligne 1 de tramway et six lignes de bus
- Beauséjour, situé à l'ouest du quartier Breil - Barberie, et permettant une correspondance entre la ligne 3 de tramway, six lignes de bus, une ligne « Luciole » et quatre lignes régionales Aléop
- Le Cardo, situé à Orvault, et permettant une correspondance entre la ligne 2 de tramway, quatre lignes de bus et six lignes régionales Aléop
- Neustrie, situé à Bouguenais, et permettant une correspondance entre la ligne 3 de tramway et cinq lignes de bus (entièrement rénové de 2019 à 2021 avec la création d'un nouveau parc relais[15])
- Gare Sud, situé à l'entrée sud de la gare de Nantes, et permettant une correspondance entre la ligne 5 de Busway, cinq lignes de bus, une ligne « Luciole » et des lignes régionales Aléop (entièrement rénové de fin 2020 à septembre 2022[16],[17])
- François Mitterrand, situé à Saint-Herblain, et permettant une correspondance entre la ligne 1 de tramway et trois lignes de bus (plus la ligne 91 en service de nuit)

### Identité visuelle et sonore

Logo du réseau de 1984 à 2003.

Logo du réseau de 2003 à 2023.

#### Slogans
Plusieurs slogans ont été utilisés au fil des années :
- « TAN : La ville est notre métier » (à partir de 1984[6])
- « TAN : Nous allons d'abord vers vous »
- « TAN : On y va ! »
- « TAN : Ma ligne de ville ! »
- « TAN : Et vous êtes d'humeur voyageuse »
- « TAN : Partageons nos humeurs voyageuses »
- « TAN : Ma vie sans arrêt »
- « Jusqu'où irez-vous aujourd'hui ? »

#### Livrées
Le réseau dispose actuellement de cinq livrées :
- la livrée « TAN 2003 » présente sur une majorité de véhicules et sur toutes les rames de tramway, et composée d'une bande verte ceinturant le véhicule et de virgules vertes sur les flancs
- la livrée « TAN 2017 », lancée avec la commande des nouveaux Iveco Urbanway 18 GNV arrivés progressivement depuis fin 2016/début 2017, et composée de vagues vertes sur les flancs
- la livrée « Busway » présente sur les Mercedes-Benz Citaro G GNV BHNS
- la livrée « Chronobus » présente sur quelques véhicules mais en cours de disparition
- la livrée « Navette aéroport » pour les véhicules circulant sur la navette aéroport

Certains autobus disposent (ou ont disposé) également d'une livrée spéciale qui les différencient des autres véhicules du réseau.

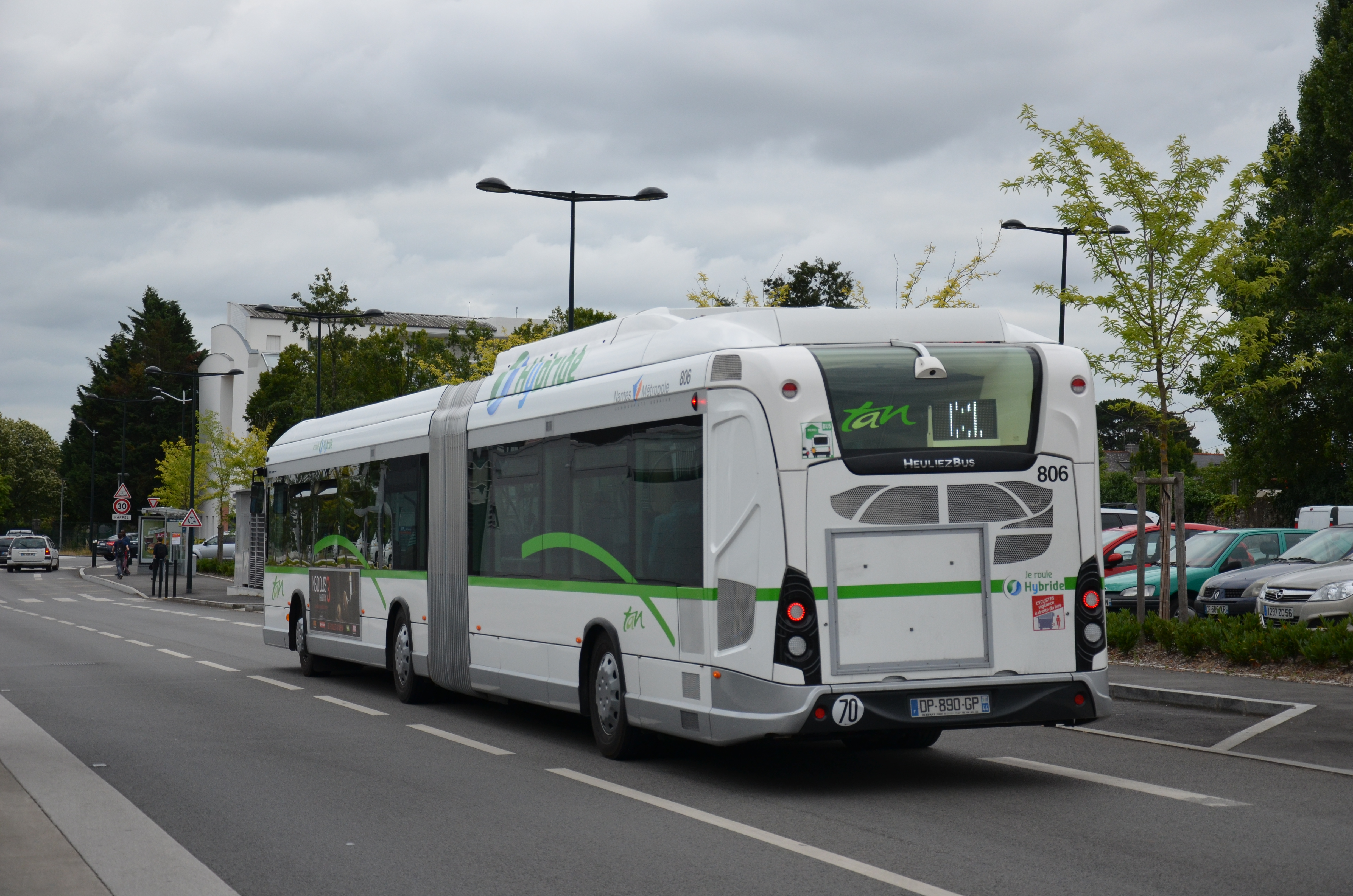
Livrée « TAN 2003 ».
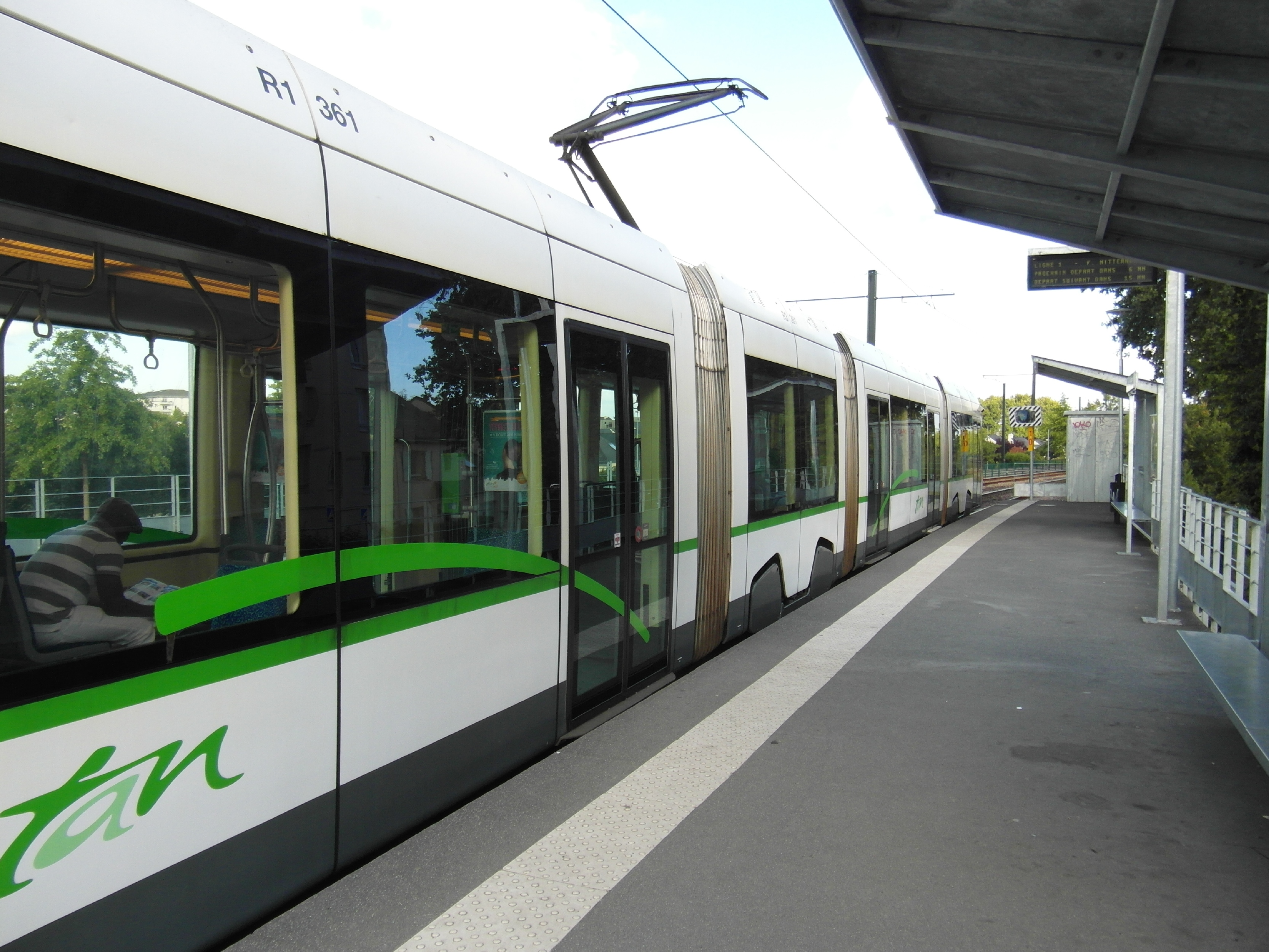
La virgule d'une livrée « TAN 2003 ».
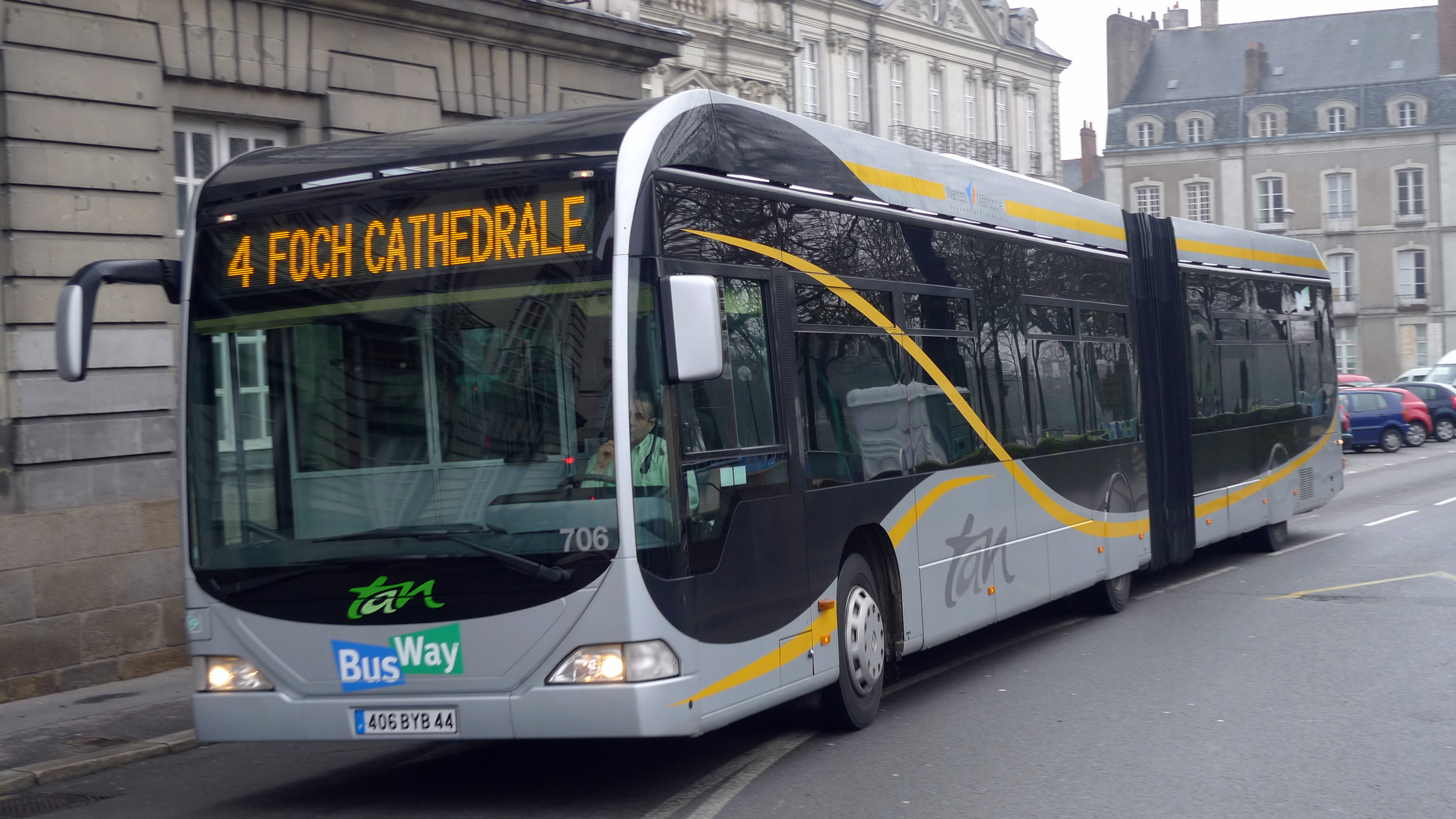
Livrée « Busway ».
Livrée « Chronobus ».
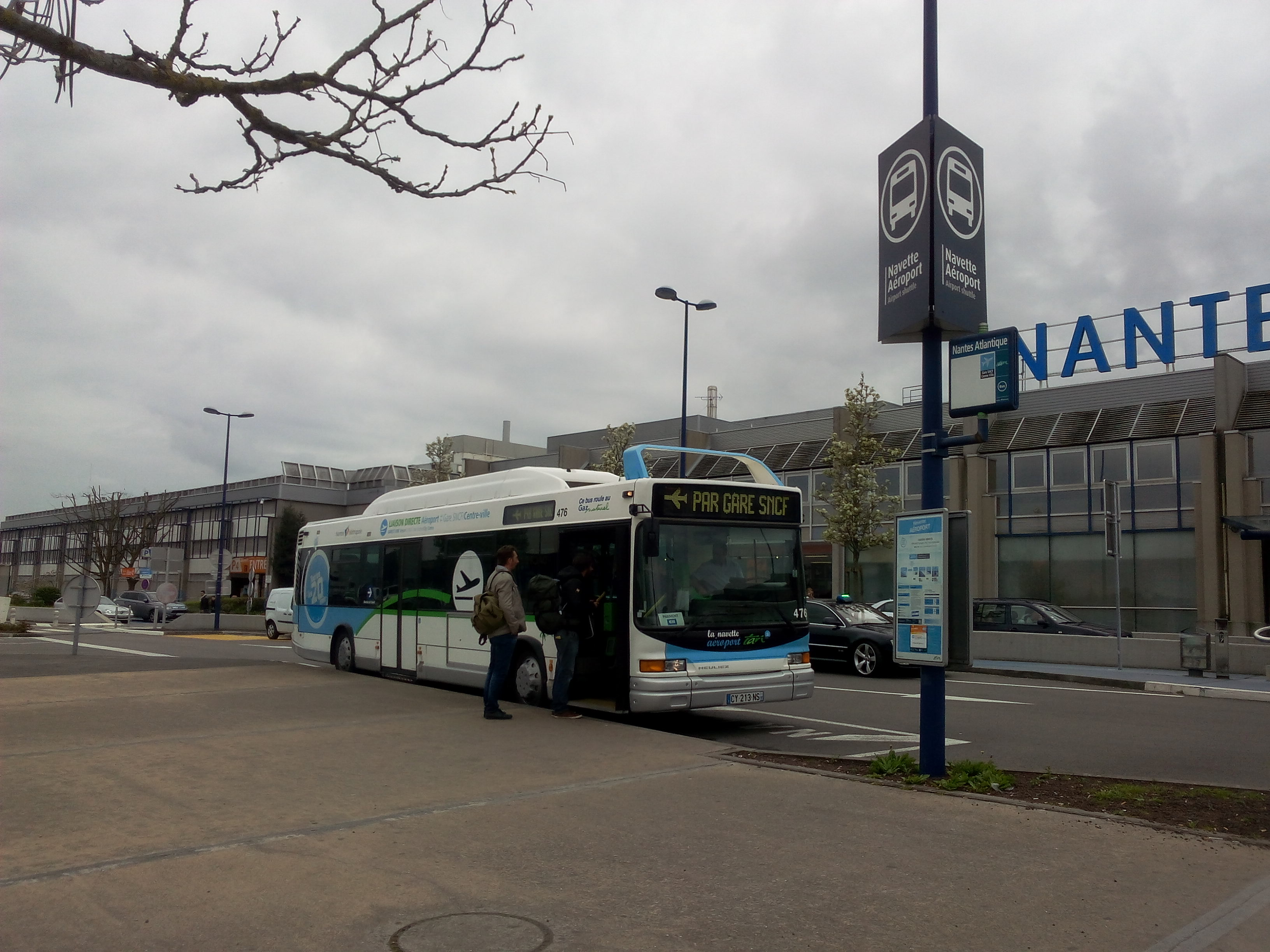
Livrée « Navette aéroport » première version.
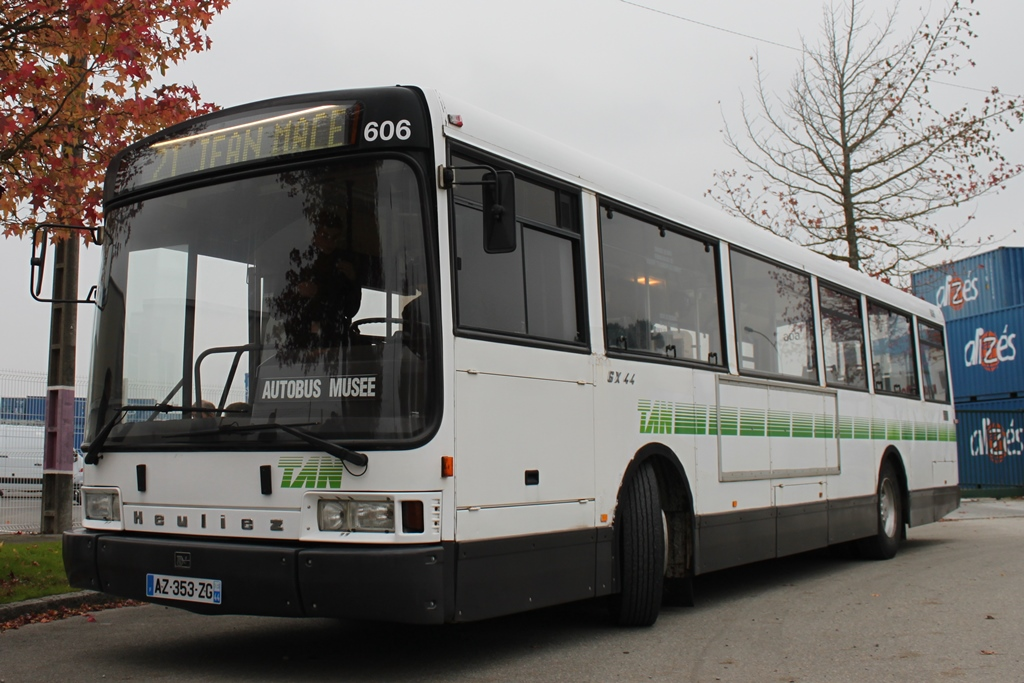
Ancienne livrée « TAN 1985 » aujourd'hui disparue.
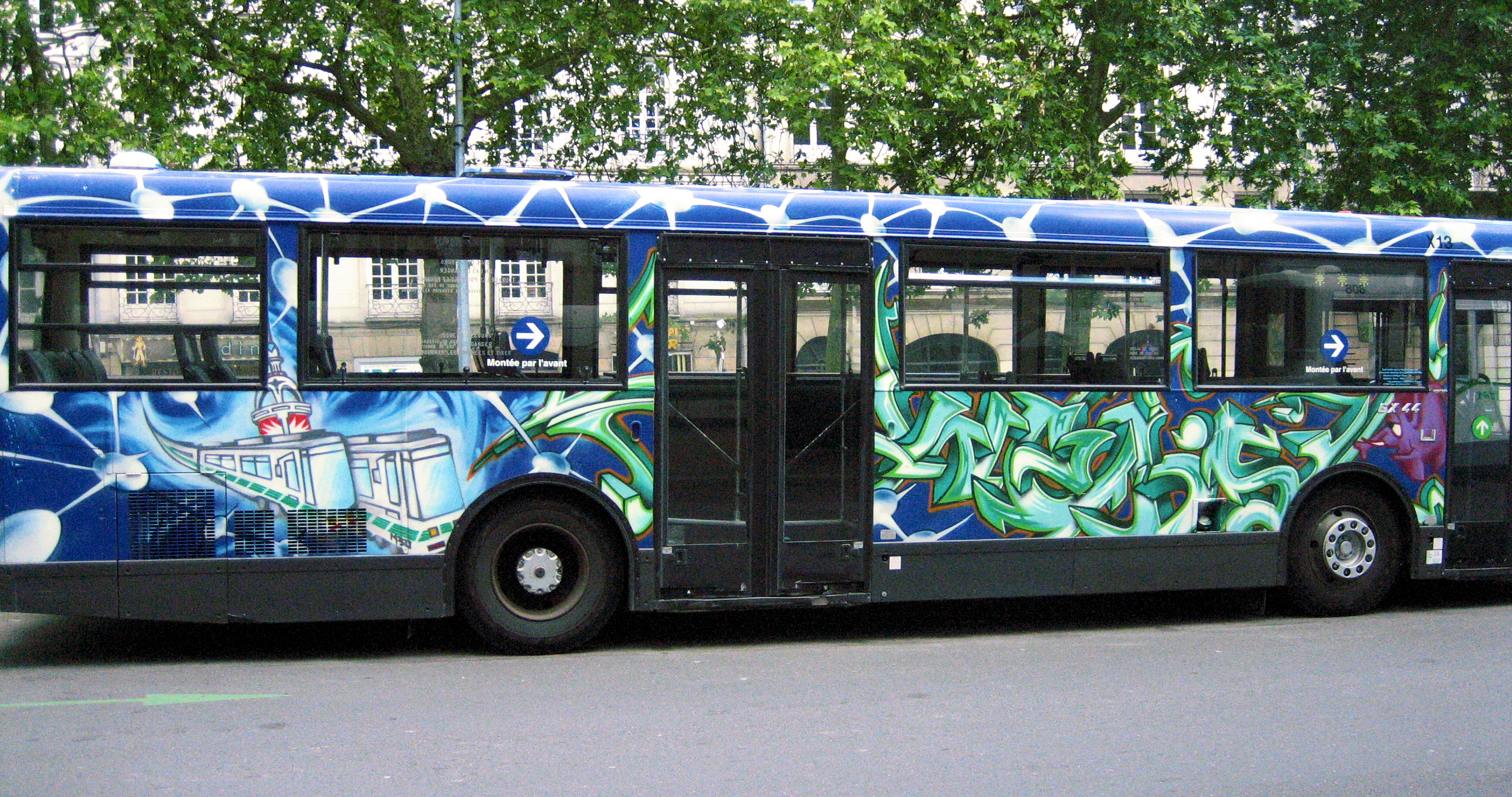
Heuliez GX 44 avec une livrée spéciale « Graff » (véhicule réformé).
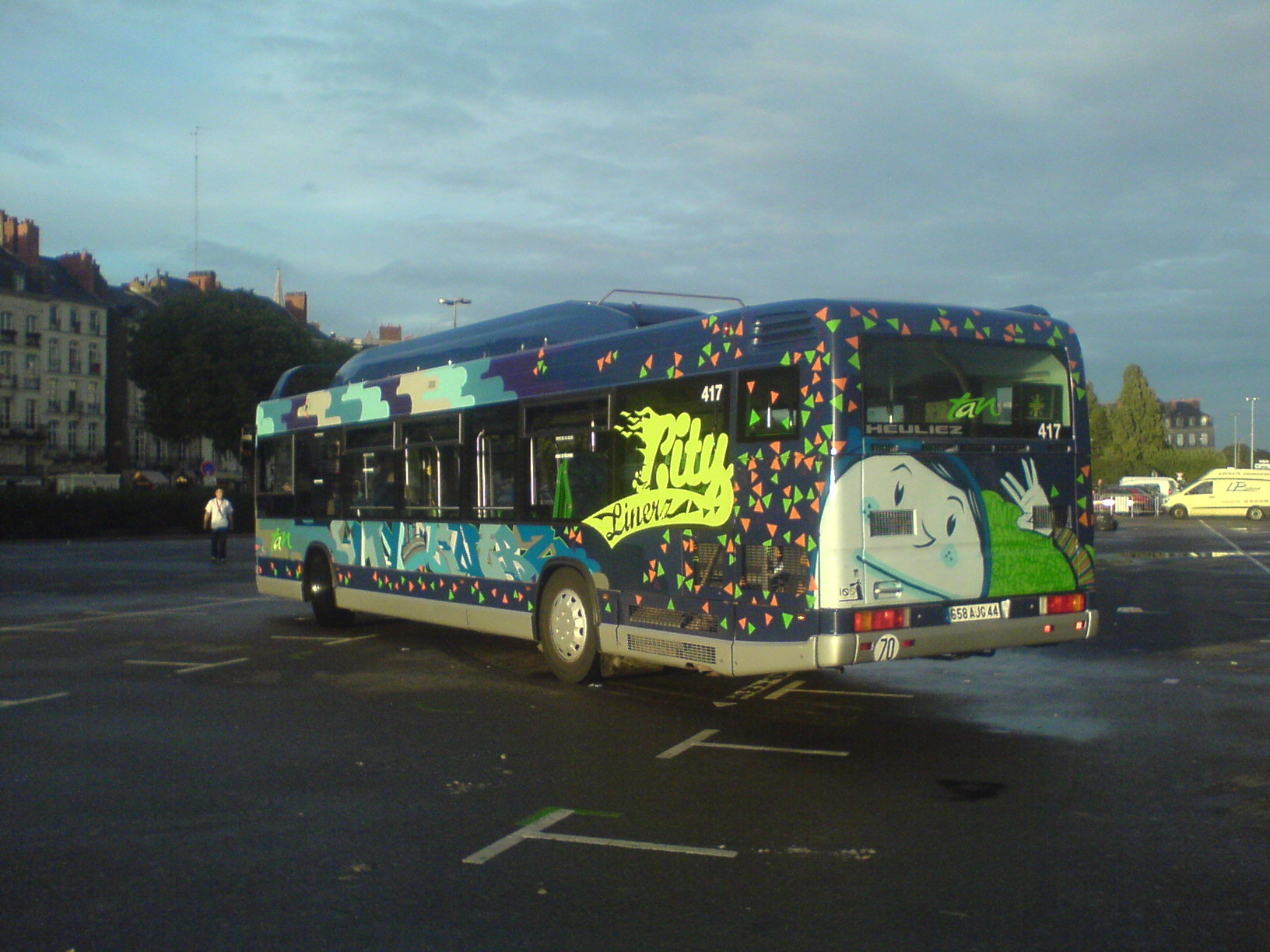
Heuliez GX 217 GNV avec une livrée spéciale « City Linerz » (véhicule réformé).

#### Identité sonore
Le réseau dispose d'un jingle diffusé dans les véhicules lors d'une annonce sonore. En mars 2024 un nouveau jingle est mis en place pour affirmer la nouvelle idéntité Naolib  faisant face à de nombreuses critiques, notamment dû au fait qu'il avait déjà été modifié en 2019.

## Fonctionnement

### Le calendrier TAN
Le fonctionnement des lignes du réseau dépend d'un calendrier de six couleurs permettant d'indiquer le niveau de service en fonction des jours (jour de semaine, jour férié, week-end...) :
- les jours bleus : du lundi au vendredi en période scolaire ;
- les jours verts : du lundi au vendredi pendant les petites vacances scolaires, les périodes d'examens (juin) et pendant la semaine avant la rentrée scolaire de septembre ;
- les jours orange : samedis de période scolaire demandant une augmentation de fréquence avec la mise en place de la gratuité ;
- les jours jaunes : samedis de période scolaire, lundi à vendredi en juillet et août, jours de ponts et fêtes de fin d'année ;
- les jours violets : samedis de vacances scolaires ;
- les jours blancs : dimanches et jours fériés.

Certaines lignes ne circulent pas en jour jaune (ligne 47, Circuits de la Chapelle et lignes scolaires), en jour violet et/ou jour blanc. Aucun service n'est assuré le 1er mai.
Le 4 septembre 2021, un nouveau jour de couleur est ajouté au calendrier TAN afin de pallier la hausse de fréquentation les samedis liée à la mise en place de la gratuité : les jours orange,.

### Les rentrées du réseau
Avec ce calendrier, les horaires des lignes du réseau sont valables pour l'ensemble de l'année scolaire (il n'y a pas de fiches horaires pour la période estivale par exemple). De nouveaux horaires et le nouveau plan paraissent tous les ans à la même période, c'est-à-dire vers fin août,.
Exceptionnellement, en raison de la crise sanitaire, la rentrée du réseau 2020-2021 a été décalée au 2 novembre 2020.

### Communication et publicités

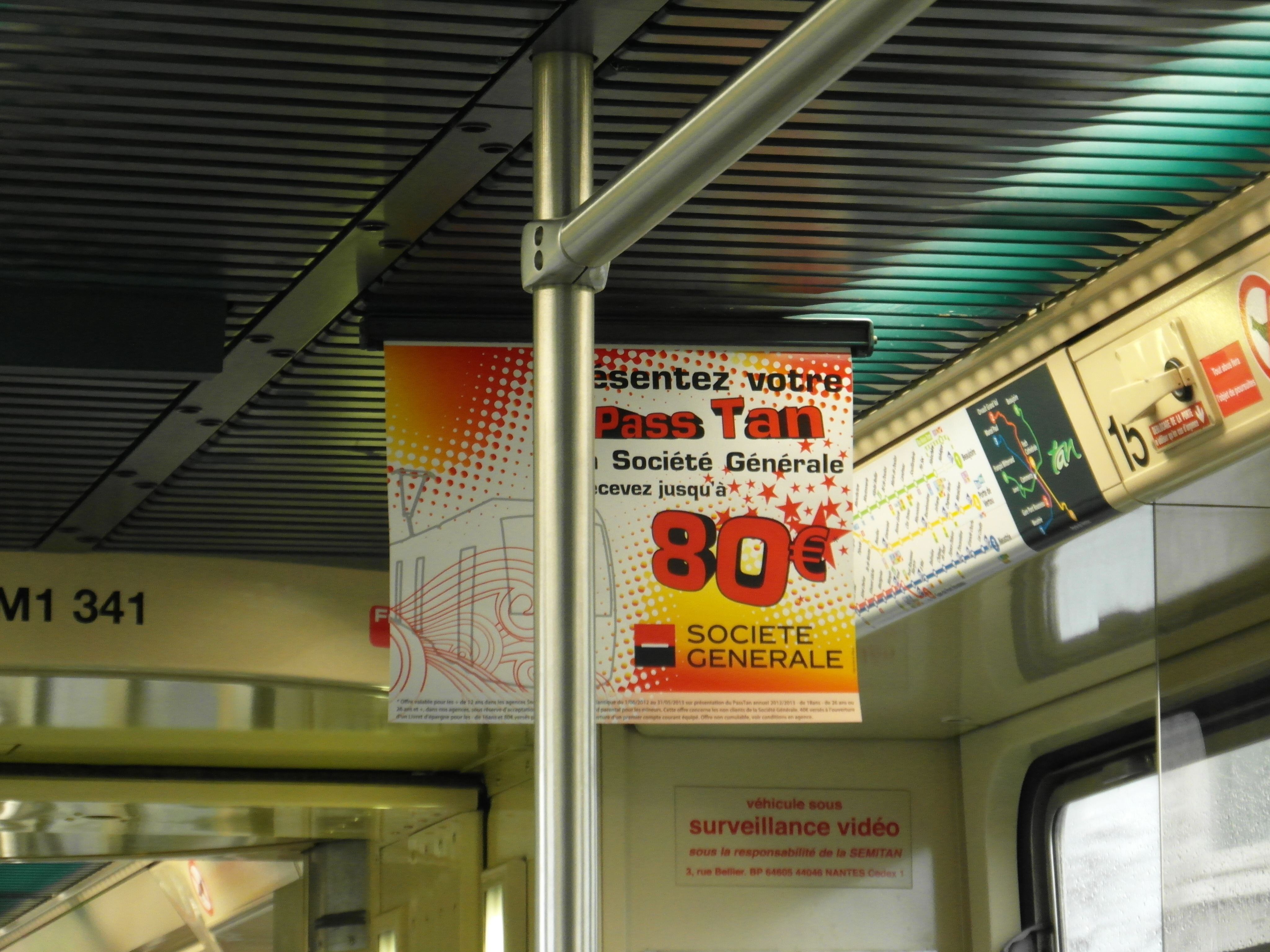
Un des supports publicitaires possibles sur le réseau : une affiche recto-verso attachée au plafond des bus ou tramways.

Comme tout réseau de transport, le réseau TAN effectue régulièrement des campagnes de communication ou de publicité pour différents annonceurs.
Les bus du réseau sont équipés de supports publicitaires en extérieur sur les faces latérales et arrières (il y avait également un support à l'avant sous le pare-brise, mais l'arrivée de la nouvelle livrée « TAN 2003 » ne permet plus la pose de ce support). Un bus standard dispose d'une surface publicitaire de 3,5 m2 et un bus articulé de 5,5 m2 (ce chiffre peut varier en fonction du type de véhicules). La face arrière des bus peut également être recouverte d'une publicité apposée sur des adhésifs, et dans de plus rares cas, l'ensemble de la surface du bus peut servir de support publicitaire.
Pour les tramways, certaines rames de tramway TFS peuvent recevoir un habillage total de leurs deux faces latérales, et les rames Incentro peuvent recevoir des pelliculages plus légers. Les adhésifs utilisés sur les fenêtres sont micro-perforés permettant aux personnes à l'intérieur du véhicule de voir l'extérieur.

### Service de nuit
La SEMITAN désigne comme « service de nuit » le réseau de transport en commun qu'elle met en place tous les soirs en semaine entre 20 h 30 et 0 h 30. Ce service est renforcé dans la nuit du vendredi au samedi et du samedi au dimanche, à partir de la rentrée 2017, par des départs supplémentaires jusqu'à 2 h 30.

#### Service de nuit avant 2012
Jusqu'en 2012, le service de nuit était composé des 3 lignes de tramway et de la ligne 4 de Busway (un départ toutes les 30 minutes tous les jours (sauf le 1er mai) de 21 h 0 à 1 h 21 (3 h 21 le samedi)), du service nocturne estival du Navibus Loire, et de 8 circuits de nuit (un départ par heure tous les jours). Ce service était complété le samedi par les lignes Luciole et par le circuit S.
Ces circuits de nuit ont été supprimés avec le lancement des lignes Chronobus. Seuls les lignes Luciole ont été conservées.

#### Service de nuit actuel

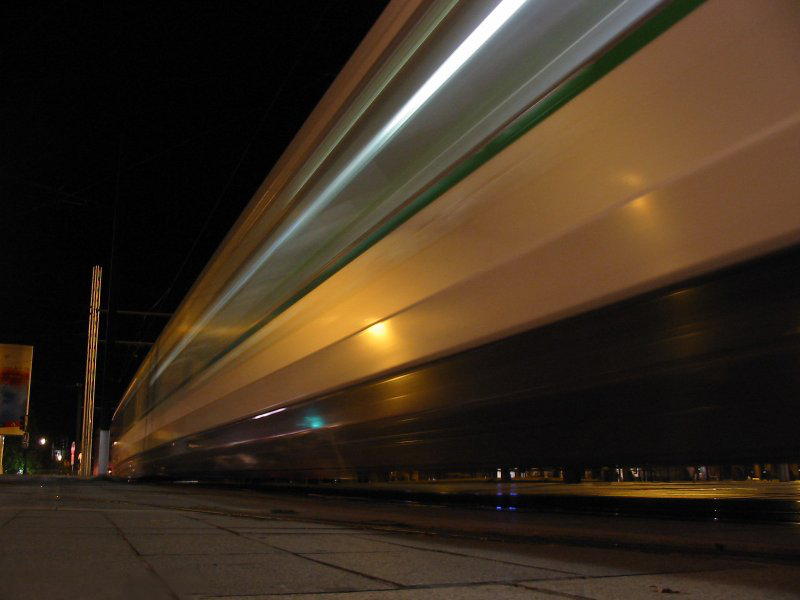
Les lignes majeures (tramway et Busway) circulent le soir jusqu'à minuit en semaine, et jusqu'à les vendredis et samedis soir.

Aujourd'hui, les 3 lignes de tramway, les 2 lignes de Busway, les 7 lignes de Chronobus (la ligne C20 ne circule pas après 22 h 30) et 6 lignes régulières (28, 36, 85, 86 (limitée à La Chapelle-sur-Erdre après 21 h 30), 89 et 91 (circule entre François Mitterrand et Couëron Océan après 22 h 0)) assurent le service de nuit du réseau TAN de 22 h 30 à 0 h 30 en semaine, et jusqu'à 2 h 30 le vendredi et samedi. Les lignes de tramway, de Busway et Chronobus ont une fréquence d'un passage toutes les 30 minutes, et les lignes de bus ont une fréquence d'un passage toutes les heures.
De début juin à fin septembre, les deux lignes de Navibus - Loire assurent également des services supplémentaires jusqu'à minuit, avec une fréquence de passages comprise entre 20 et 28 minutes.
Les autres lignes du réseau s'arrêtent toutes entre 20 h 30 et 22 h 30 pour les dernières arrivées au terminus. Les lignes de tramway et de Busway ont pendant cette période une fréquence d'un passage toutes les 10 minutes, et les lignes Chronobus ont un passage toutes les 15 minutes.
Dans la nuit du jeudi au vendredi et du samedi au dimanche, un service de quatre lignes nocturnes baptisé « Luciole » prend le relai du réseau de jour.
Également, l'agglomération Nantaise a été choisie comme pilote d'un projet d'arrêt sur demande au plus proche du domicile, même entre 2 arrêts, qui permet de sécuriser les déplacements nocturnes des usagers. Après une phase de tests en 2015, ce service a été pérennisé et est disponible sur toutes les lignes de bus après 22 h 30 et jusqu'à la fin de service, y compris pour le service Luciole.

## Intermodalité

### Bicloo

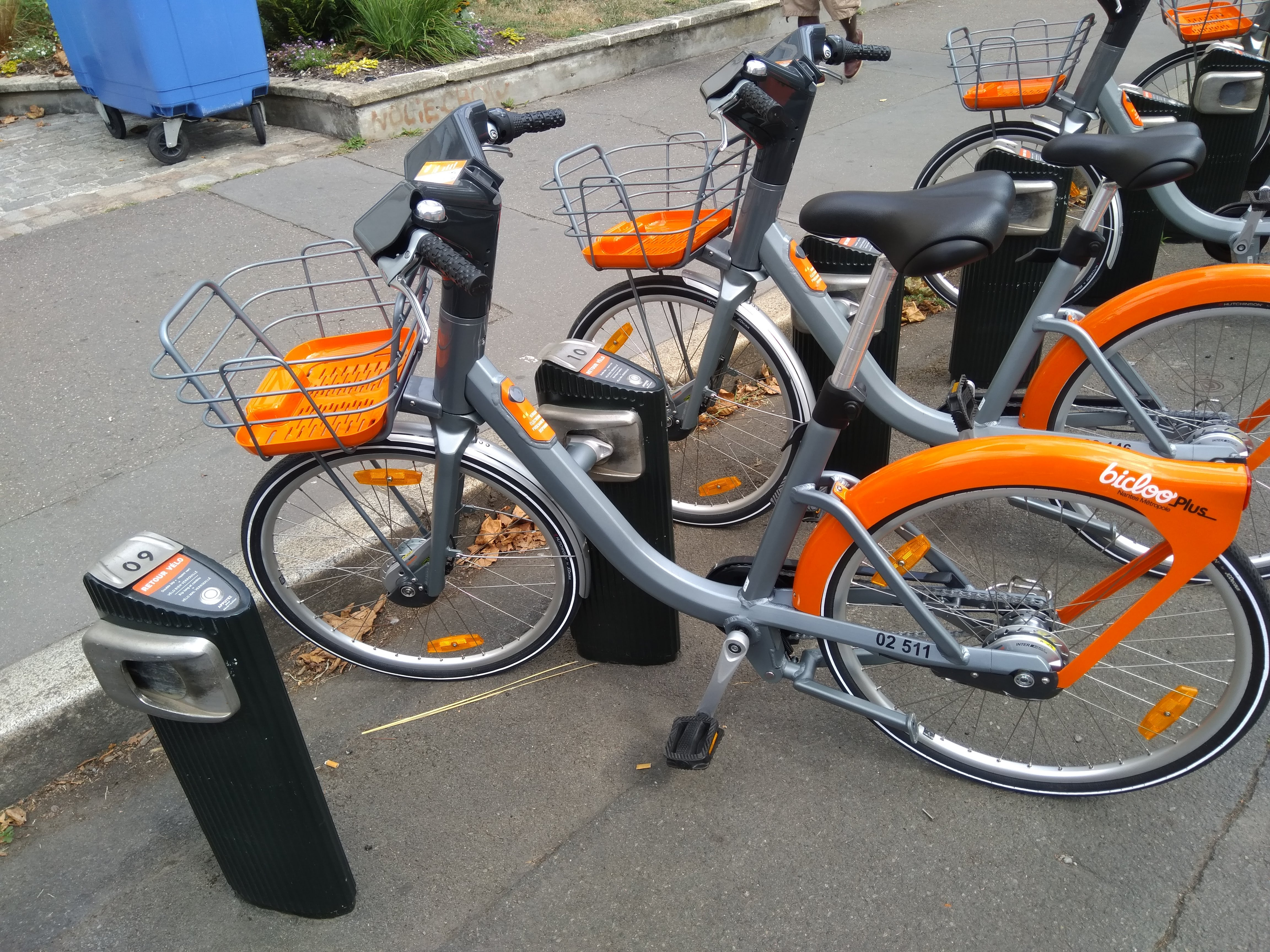
Un vélo Bicloo à la station Manufacture.

Bicloo est le nom du système de vélos en libre-service lancé en 2008 et géré par l'entreprise JCDecaux. Ce service compte actuellement 123 stations et 1230 vélos en libre-service.
Les usagers disposant d'une carte Libertan bénéficient de réduction sur leur abonnement Bicloo, et peuvent combiner plusieurs modes de transports (bus, vélopartage, autopartage...).
En 2012, un nouveau concept de stationnement de vélos appelé « vélos-parcs » est lancé et géré par la Semitan.

### Covoit’Tan
Le service Covoit’Tan est un service de covoiturage mis en place le 19 novembre 2019 et permettant d'effectuer des trajets en covoiturage aux tarifs du réseau TAN. Le trajet doit être intégralement effectué à l'intérieur de l'agglomération (arrivé et départ effectué dans une des 24 communes), et le conducteur est rémunéré 2€ par trajet effectué.
Un service de covoiturage appelé « OuestGo » est également disponible dans le grand ouest.

### Marguerite
Le service d'autopartage Marguerite est un service mis en place en 2008 permettant d'emprunter une voiture mise à disposition librement à des stations définies (47 stations).
Les usagers disposant d'une carte Libertan bénéficient de réduction sur leur abonnement Marguerite, et peuvent combiner plusieurs modes de transports (bus, vélopartage, autopartage...).

### Parcs relais

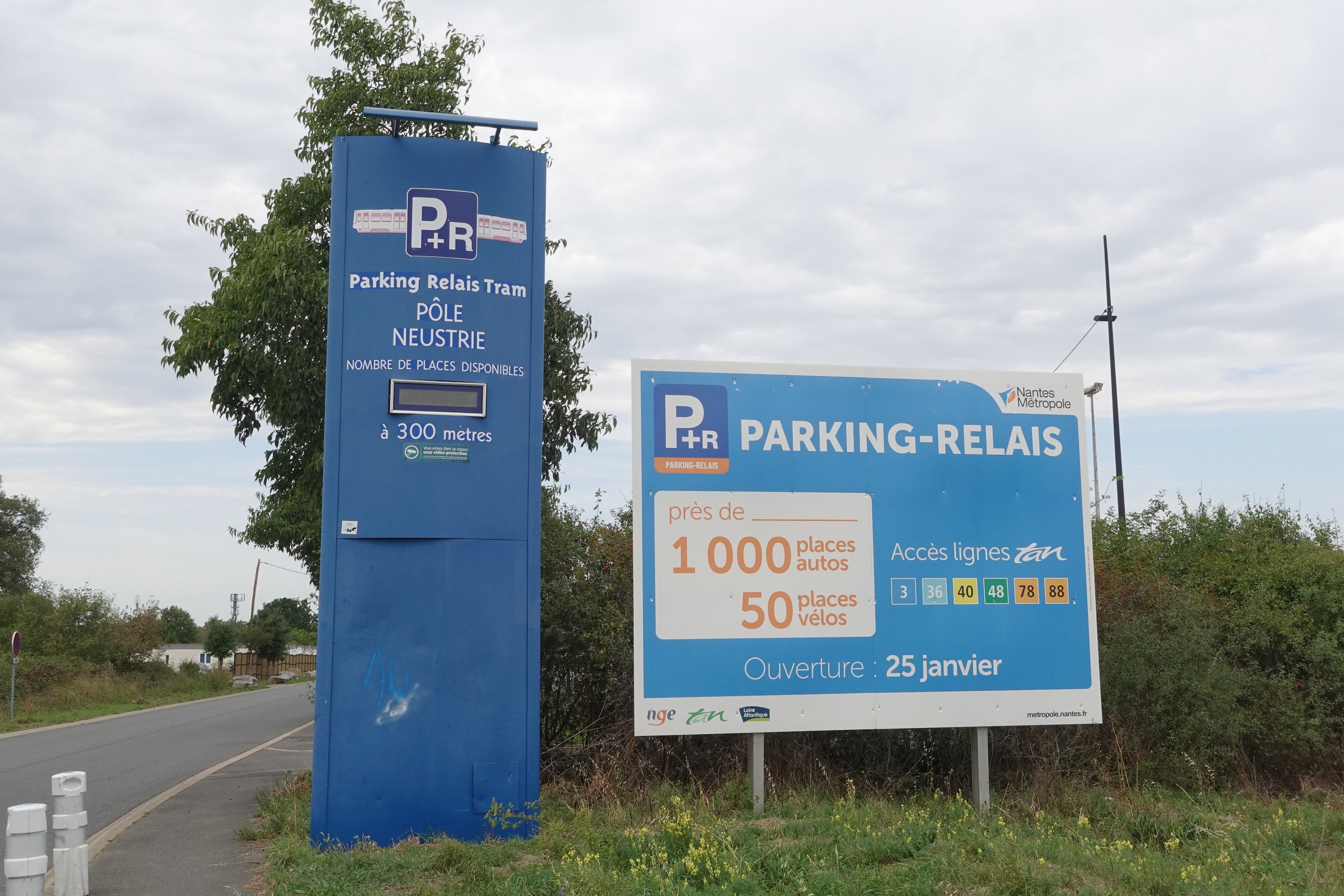
Les parcs relais sont indiqués par de grands totems bleus, comme ici à Neustrie, terminus de la ligne 3.

Les parcs relais sont des parkings situés à proximité des lignes de transport en commun afin d'inciter les automobilistes à laisser leur voiture en dehors du centre-ville et d'y accéder en tramway, Busway, Navibus, Chronobus ou en TER. Les premiers parcs relais nantais ont fait leur apparition en 2004. Ils sont actuellement gérés par la société d'économie mixte Nantes Gestion Équipements (NGE).
Le réseau TAN dispose actuellement de 62 parc relais répartis sur l'ensemble de l'agglomération (soit 8 651 places dont 4 957 à contrôle d'accès) dont :
- 23 parcs relais tramway ;
- 7 parcs relais Busway ;
- 2 parcs relais Navibus ;
- 8 parcs relais Chronobus et bus ;
- 22 parcs relais TER et tram-train.

Depuis le 5 décembre 2018, 20 parcs relais nantais ont été dotés d'un contrôle d'accès, rendant ainsi payant l'usage de ces parkings : La Beaujoire, Bourdonnières 1 et 2, Le Cardo, François Mitterrand, Goudy, Gréneraie, Haluchère 1 et 2, 8 Mai, Marcel Paul, Neustrie 1 et 2, Orvault Morlière, Porte de Vertou 1 et 2, Prairie de Mauves, Ranzay, Recteur Schmitt 1 et Duguay Trouin.

Cette tarification a eu pour objectif de réduire les « voitures ventouses » qui encombraient les parkings. Ainsi, seuls les abonnés disposant d'une carte Libertan (qui ont un accès gratuit aux P+R) et les usagers s'étant acquitté d'un billet d'accès à 4,50 € (incluant un trajet aller/retour pour 5 personnes voyageant ensembles) peuvent entrer et utiliser une place d'un parking relais. Les automobilistes habitants à côté d'un parc relais peuvent également disposer de tarifs horaire, nuit, week-end ou 24h/24,.
Les autres parkings relais sont accessibles librement 24h/24 et 7j/7.

### Train

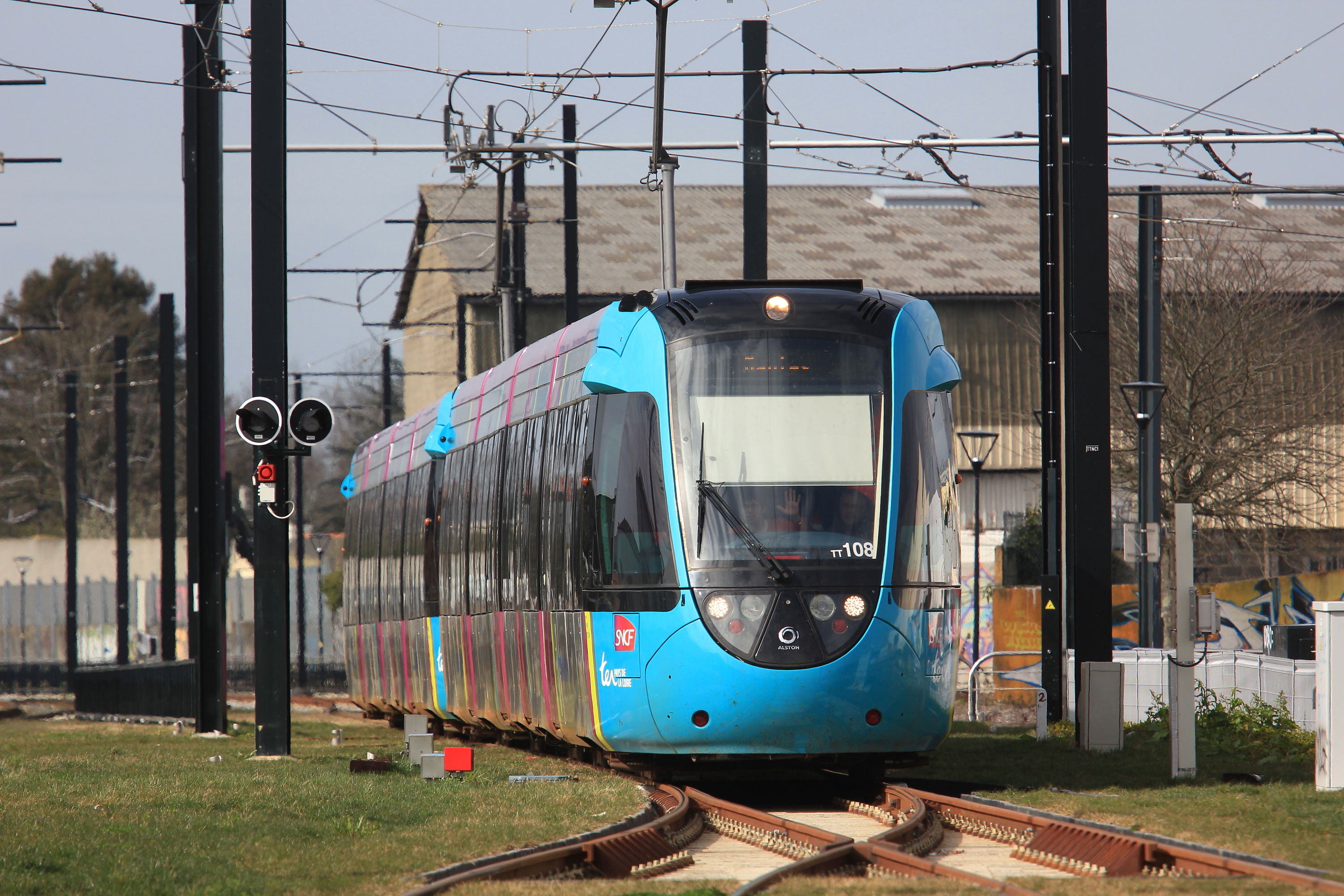
Un tram-train arrivant en gare de Haluchère-Batignolles.

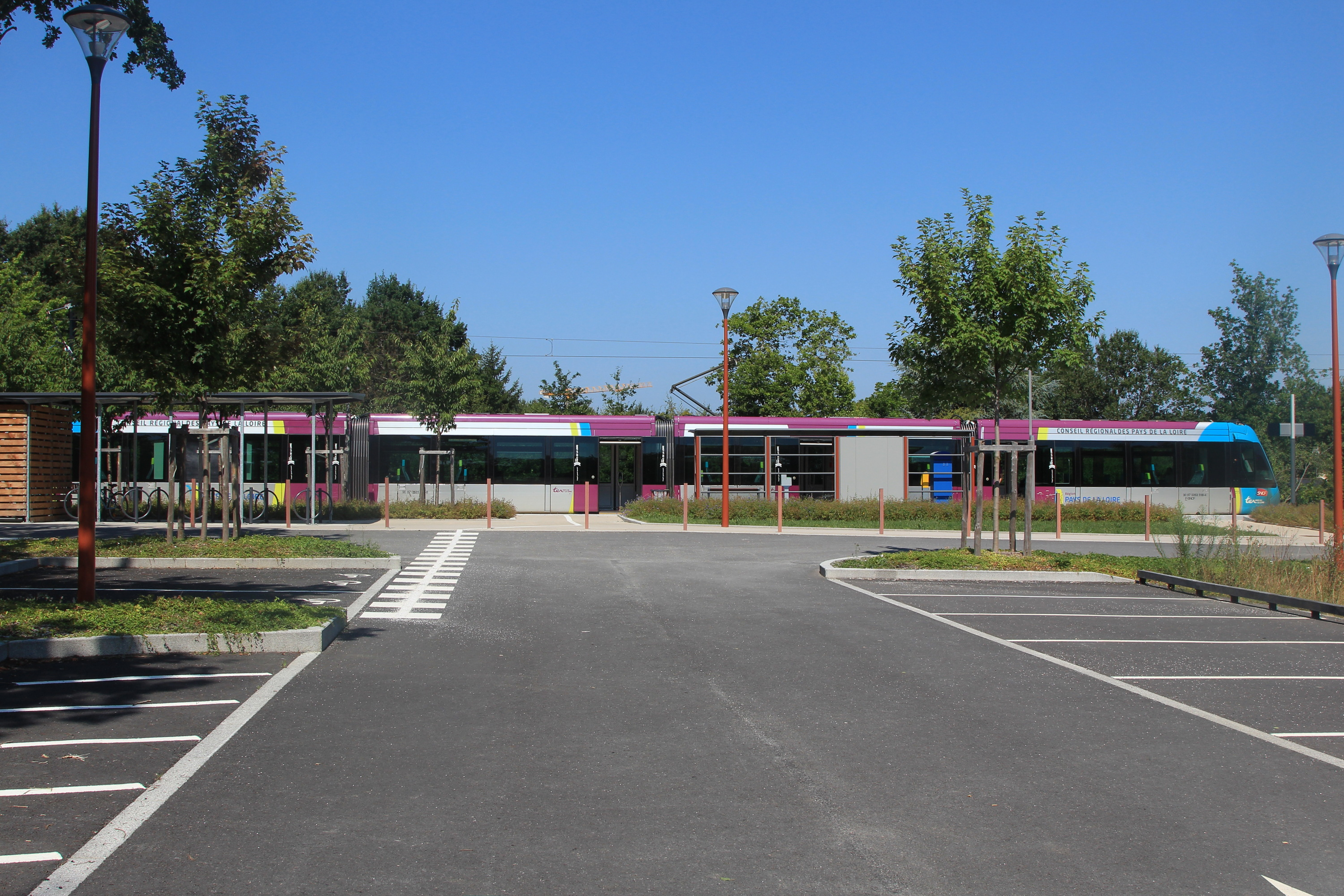
La plupart des gares de l'agglomération disposent d'au moins un parc relais.

Depuis le 1er janvier 2000, un accord passé avec la région permet aux usagers du réseau TAN disposant d'un titre de transport (ticket, carte Libertan...) d'utiliser les lignes du réseau TER Pays de la Loire desservant les 16 gares de Nantes et son agglomération. Ces lignes sont réparties sur cinq tronçons formant une « étoile ferroviaire » avec en son centre la gare centrale de Nantes.
Les dessertes des 16 gares de l'agglomération sont desservies par 6 lignes (dont deux formant un tronc commun) :
- T1 Nantes ↔ Haluchère-Batignolles ↔ Babinière ↔ Erdre-Active ↔ La Chapelle-Centre ↔ La Chapelle-Aulnay
- T2 Nantes ↔ Saint-Sébastien-Pas-Enchantés ↔ Saint-Sébastien-Frêne-Rond ↔ Vertou
- 1B Nantes ↔ Chantenay ↔ La Basse-Indre - Saint-Herblain ↔ Couëron
- 5 Nantes ↔ Thouaré-sur-Loire ↔ Mauves-sur-Loire
- 10 11 Nantes ↔ Rezé-Pont-Rousseau ↔ Bouaye

Parmi ces cinq tronçons, deux d'entre eux sont desservis par des lignes de tram-train (Nantes à Clisson et Nantes à Châteaubriant) et permettent de relier respectivement les communes de Vertou et La Chapelle-sur-Erdre. Bien qu’aucune interconnexion entre le tram-train et le réseau de tramway nantais ne soit prévue dans l'immédiat, un pôle d'échanges multimodal (en plus de la gare de Nantes) est déjà aménagé afin d'assurer la correspondance entre ces deux modes de transport : la gare de Haluchère-Batignolles qui sera rejointe en 2025 par la Gare de Babinière.
Depuis la mise en place de cette intégration tarifaire, le nombre de trajets effectués à l'intérieur de l'agglomération ont fortement augmentés, passant de 500 en 2001 à 3 017 en 2007 puis 6 861 en 2019.

#### Parcs relais TER
Les gares de l'agglomération (hors gares de Nantes et Rezé-Pont-Rousseau) disposent également d'au moins un parc relais permettant aux automobilistes de laisser leur voiture à une gare et de prendre le train pour rejoindre le centre-ville de Nantes. Il existe 22 parcs relais TER et tram-train répartis sur les cinq tronçons :
En juin 2018, le parc relais TER « Pont Rousseau » a été supprimé de la liste des parcs relais et a été concédé à la municipalité de Rezé qui l'a rendu payant.

### Autocar

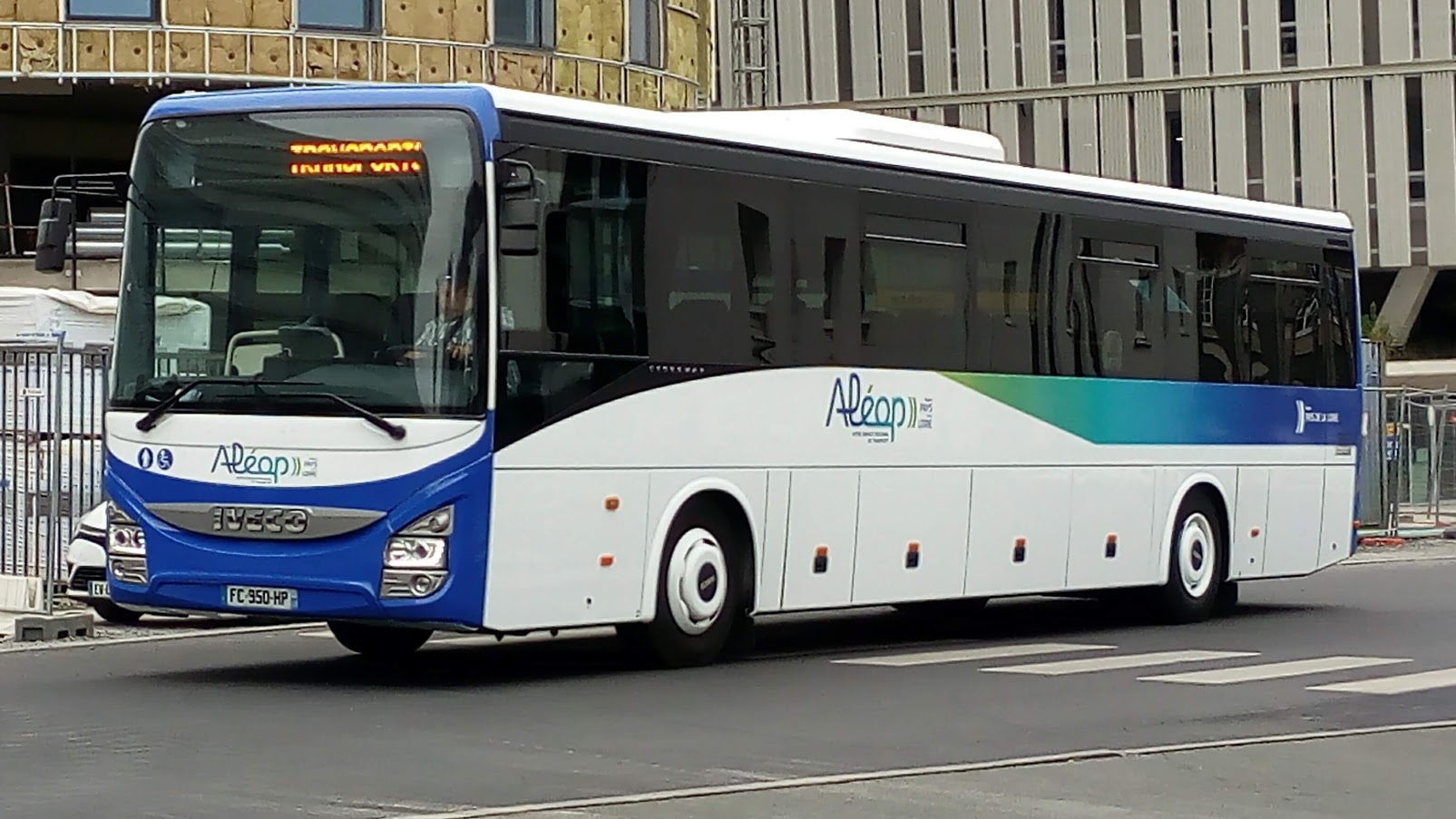
Un autocar Iveco Bus Crossway du réseau Aléop.

L'agglomération est également desservie par des lignes du réseau régional Aléop (appartenant autrefois au réseau Lila) et certaines lignes sont accessibles avec un titre TAN grâce à un accord passé avec la région.
Les portions concernées sont :
- la ligne 320 entre les arrêts Nantes - Gare SNCF et Sautron - La Trimossière ;
- la ligne 322 entre les arrêts Nantes - Gare SNCF et La Chapelle-sur-Erdre - Gergaudière ;
- la ligne 350 entre les arrêts Nantes - Gare SNCF et Couëron - La Garneraie ;
- la ligne 360 entre les arrêts Nantes - Gare SNCF et Carquefou - L'Épeau.

À la rentrée du réseau TAN le 30 août 2021, l'accord entre Nantes Métropole et la région Pays de la Loire permettant aux usagers d'accéder aux lignes 301 et 303 avec un titre TAN (pour des trajets effectués à l'intérieur de l'agglomération nantaise) est supprimée du fait du prolongement de la ligne 98. Une desserte directe de Brains et Saint-Léger-les-Vignes vers Pirmil est néanmoins maintenue avec la création de la ligne scolaire 118 accessible à tous.
Inversement, les titres Aléop (ticket unité, pass Aléop + TAN...) peuvent être utilisés sur le réseau TAN. Les tickets des deux réseaux sont à valider à la première montée, et ils sont valables deux heures sur le réseau Aléop et une heure sur le réseau TAN.

### Bacs de Loire
Les deux lignes de bacs sur la Loire (Couëron ↔ Le Pellerin et Basse Indre ↔ Indret) sont accessibles gratuitement, et des correspondances avec des lignes de bus sont assurées au niveau des terminus Couëron (avec la ligne 71), Le Pellerin (ligne 78) et Basse Indre (lignes 50 et 81).

## Exploitation
Le réseau est géré et exploité en partie par la Société d'économie mixte des transports en commun de l'agglomération nantaise (SEMITAN), mais de nombreuses lignes sont sous-tratées à cinq entrerpises pour les lignes de bus, deux entreprises pour certaines courses de services à la demande (Proxitan et TàD) et deux entreprises pour les lignes de Navibus.
À la rentrée du réseau TAN le 26 août 2019, un nouvel exploitant (les Voyages Lefort) reprend les activités urbaines du dépôt de Vertou de Keolis Atlantique et récupère les lignes 28, 47, 60, E4 et 102.
| Exploitant                     | Lignes exploitées par dépôt                                                   | Lignes exploitées par dépôt                                                                                                  | Lignes exploitées par dépôt                                 |
| ------------------------------ | ----------------------------------------------------------------------------- | --- | ----------------------------------------------------------- |
| SEMITAN                        | Dépôt de Dalby : - 1 Dépôt du Bêle : - C1 C6 C7 10 11 23 85 86 LN - Proxi TAN | Dépôt de la Trocardière : - 2 Dépôt de la Vertonne : - 4 Dépôt de Trentemoult : - 5 - C4 C9 26 30 36 38 97 98 FJ LC LS - 192 | Dépôt de Saint-Herblain : - 3 - C2 C3 C20 12 50 54 69 86 LO |
| Transdev STAO PL 44            | Dépôt de Nantes Chantenay : - 59 81 93                                        | Dépôt de Couëron : - 71 91 E1 NBI                                                                                            | Dépôt de la Montagne : - 78 88 E8 - 118                     |
| Keolis Atlantique              | Dépôt de Nantes : - 67 75 77 80 87 95 E5                                      | Dépôt de Nantes : - 67 75 77 80 87 95 E5                                                                                     | Dépôt de Nantes : - 67 75 77 80 87 95 E5                    |
| Transports Brodu (Groupe FAST) | Dépôt de Grandchamp-des-Fontaines : - 66 79 89 96 LCE LCN LCO                 | Dépôt du Loroux-Bottereau : - 105 135                                                                                        | Dépôt du Loroux-Bottereau : - 105 135                       |
| Voyages Quérard (Groupe FAST)  | Dépôt des Sorinières : - 27 42                                                | Dépôt de Bouguenais : - 33 40                                                                                                | Dépôt de Bouguenais : - 33 40                               |
| Voyages Lefort                 | Dépôt de Vertou : - 28 47 60 E4                                               | Dépôt de Vertou : - 28 47 60 E4                                                                                              | Dépôt de Vertou : - 28 47 60 E4                             |
| Transport à la demande         | Transdev VAD : - Proxi TAN                                                    | Monamiligo : - Proxi TAN | Monamiligo : - Proxi TAN                                    |
| Navibus                        | Marine & Loire Croisières (groupe Kersea) : - N1 N2                           | Bateaux Nantais : - N3 | Bateaux Nantais : - N3                                      |

### Matériel roulant

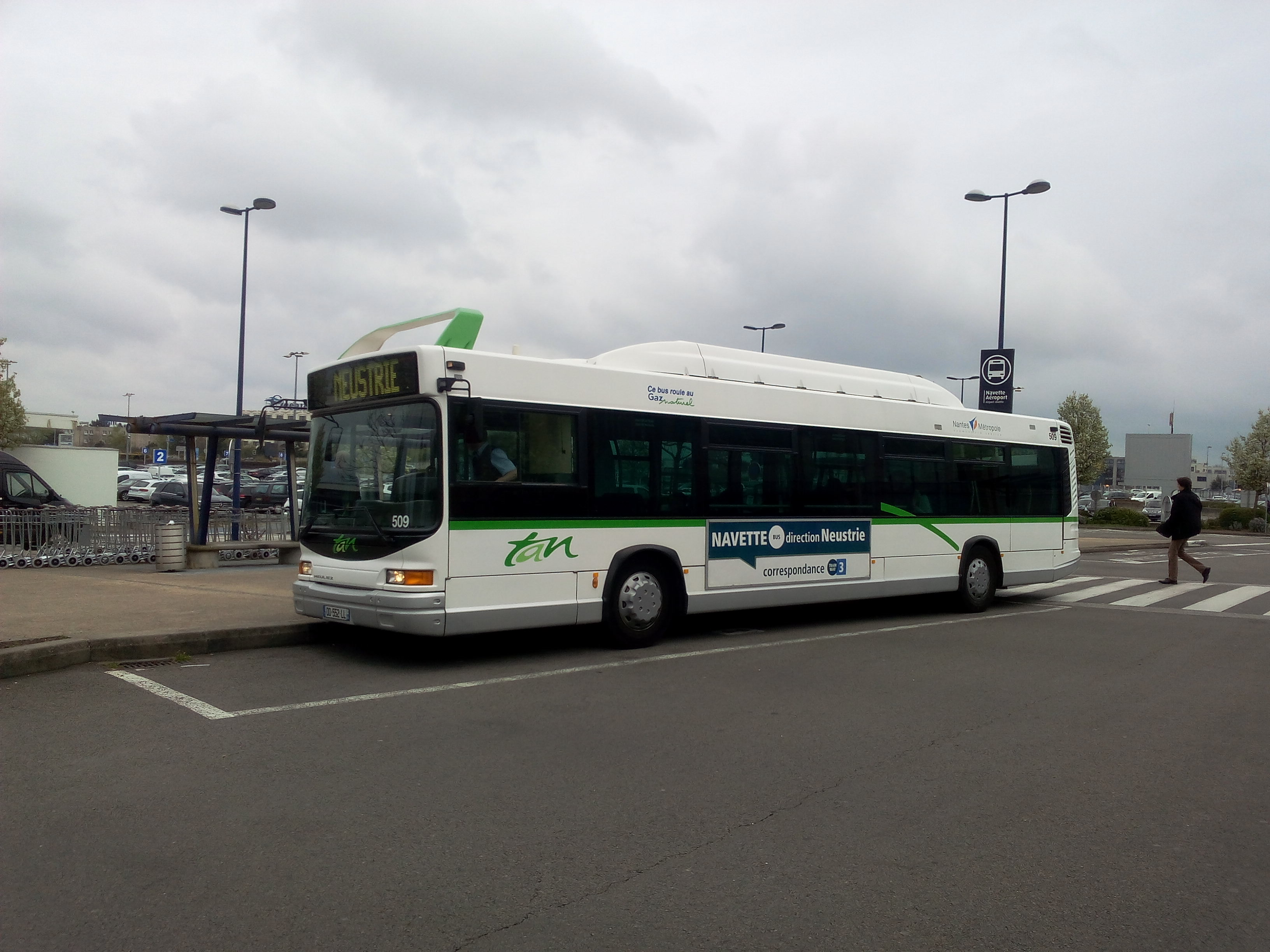
Les autobus Heuliez GX 317 GNV sont très majoritaires sur le réseau bus.

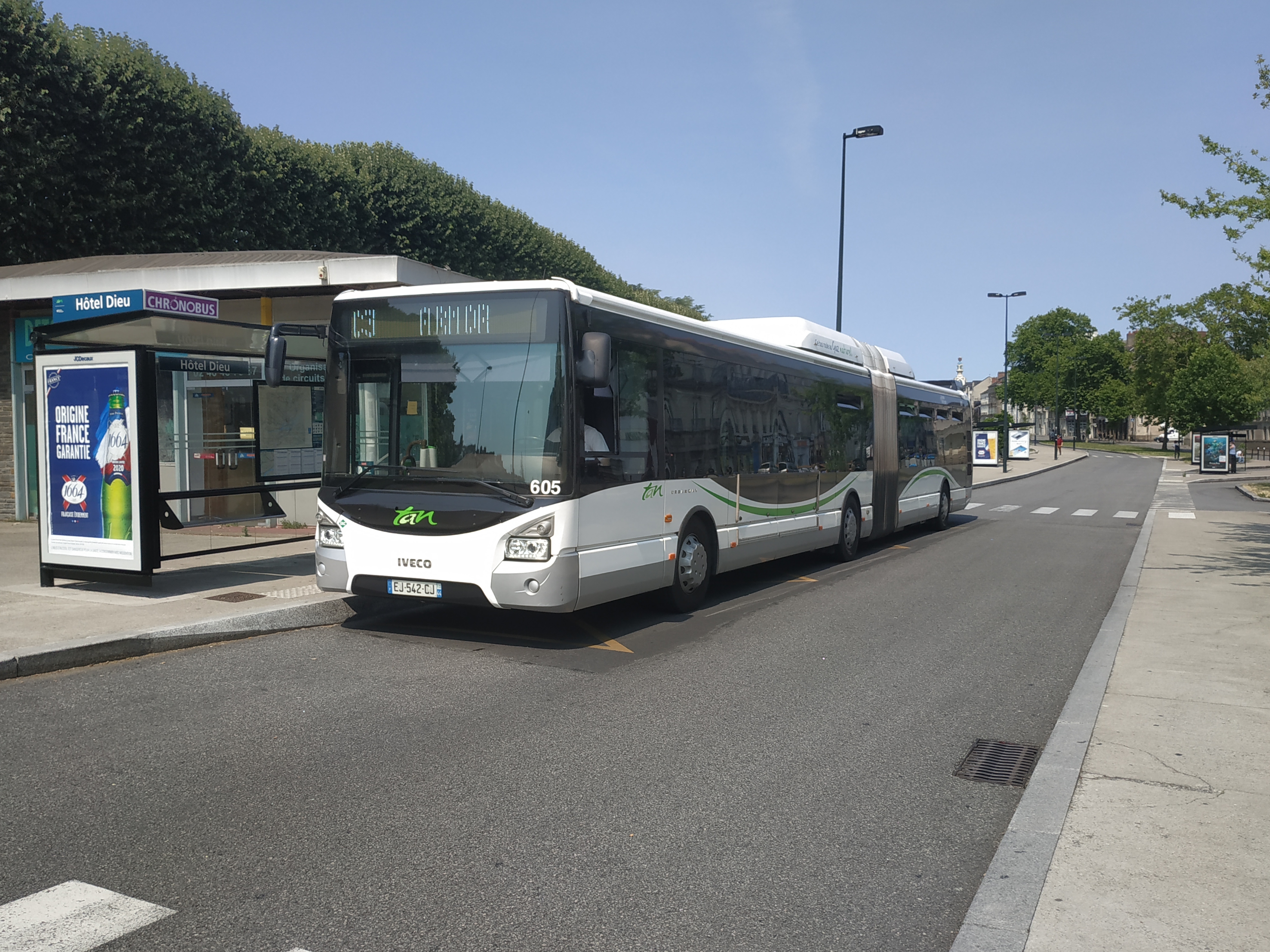
Iveco Urbanway 18 au gaz naturel, poursuivant le choix de la métropole pour ce type de propulsion.

Le parc de véhicules du réseau est constitué de :
- 91 rames de tramway ;
- 42 autobus BHNS ;
- environ 550 autobus ;
- de minibus pour le transport à la demande ;
- d'une flotte de six bateaux.

#### Expérimentations
Le réseau a mené plusieurs expérimentations de véhicules au fil des années.
En raison de la fréquentation grandissante de la ligne 4 de Busway, un bus bi-articulé y est testé les 24 et 25 novembre 2009, afin de voir si ce véhicule correspond aux besoins de la ligne. Le modèle expérimenté est un Hess lighTram 25 Hybride de 24 mètres pouvant embarquer 200 passagers. Pendant cette période d'expérimentation, les usagers ont pu emprunter ce véhicule gratuitement,,.
En avril 2017, un MAN Lion's City A37 Hybride (numéroté provisoirement 1065) a été testé par le sous-traitant Keolis Atlantique sur la ligne 87.
Du 10 avril au 30 juin 2018, une navette gratuite, assurée par un Heuliez GX 337 Électrique, un Alstom Aptis et un Bolloré Bluebus 12, a permis de relier la Gare Maritime à la Gare de Chantenay (en passant par la carrière de Miséry afin de desservir l'évènement « Complètement Nantes ») et d'expérimenter des véhicules électriques. Cette navette fonctionnait du jeudi au samedi et certains dimanches de 18 h 0 à 21 h 0 avec un passage toutes les 15 minutes.

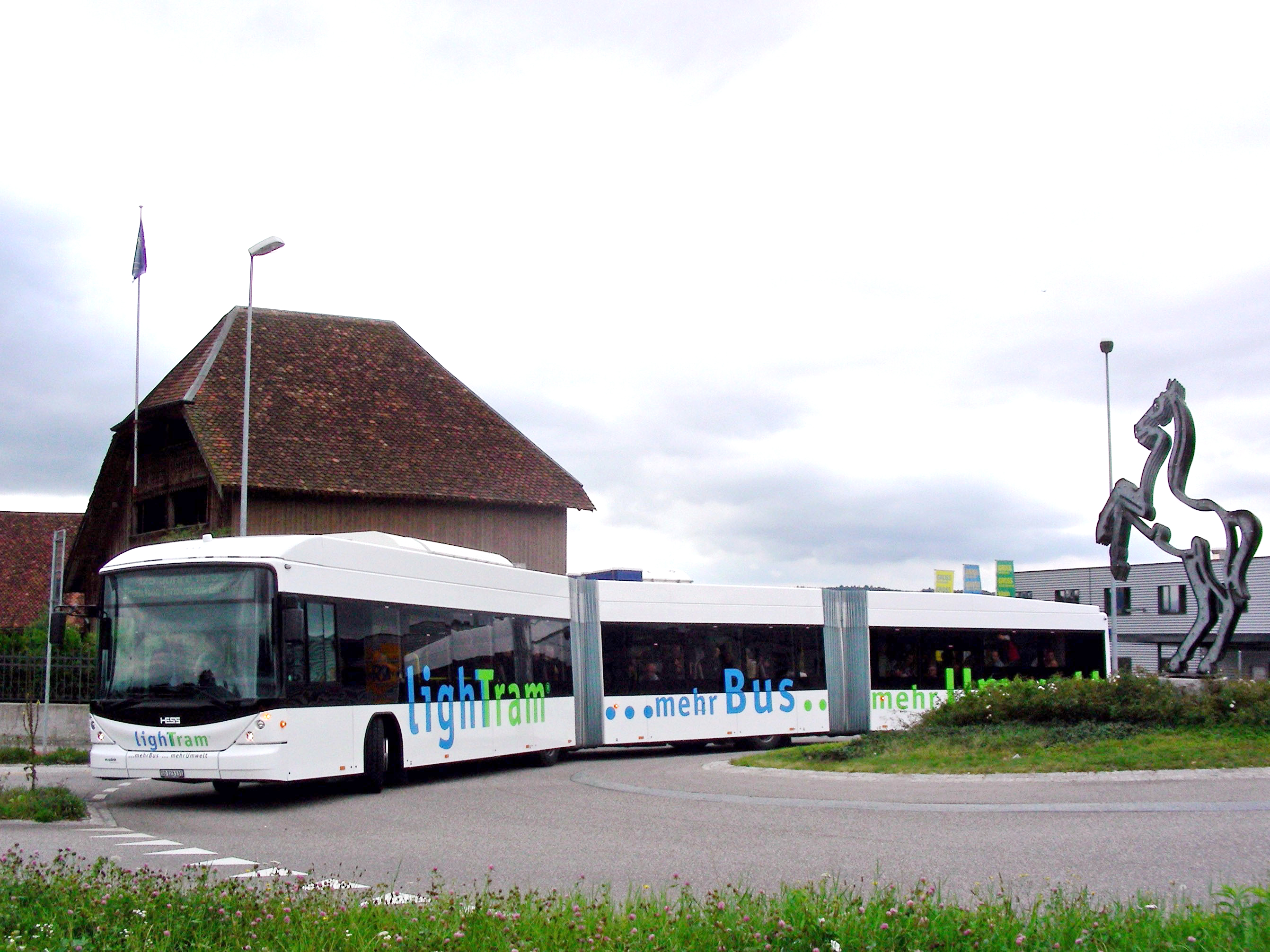
Un Hess lighTram 25 Hybride a été testé sur la ligne 4 en 2009 (ici à l'usine Hess).
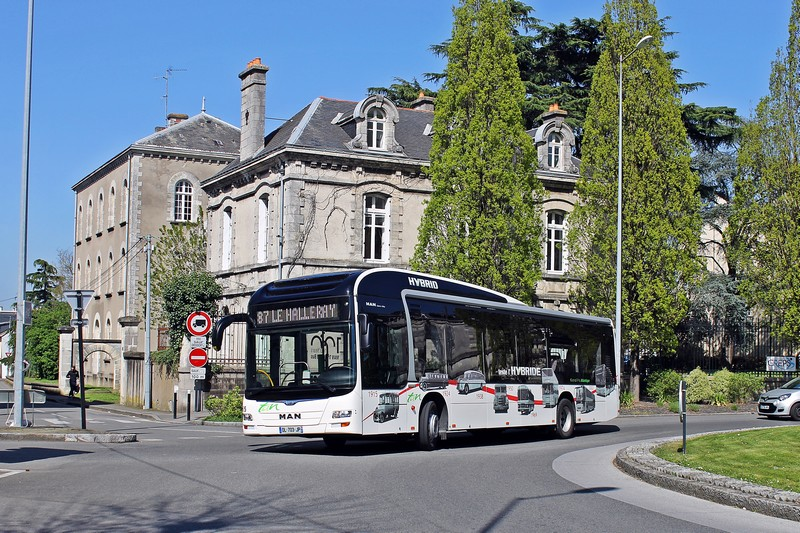
Un MAN Lion's City Hybride a été testé sur la ligne 87 en 2017.

##### Navettes autonomes

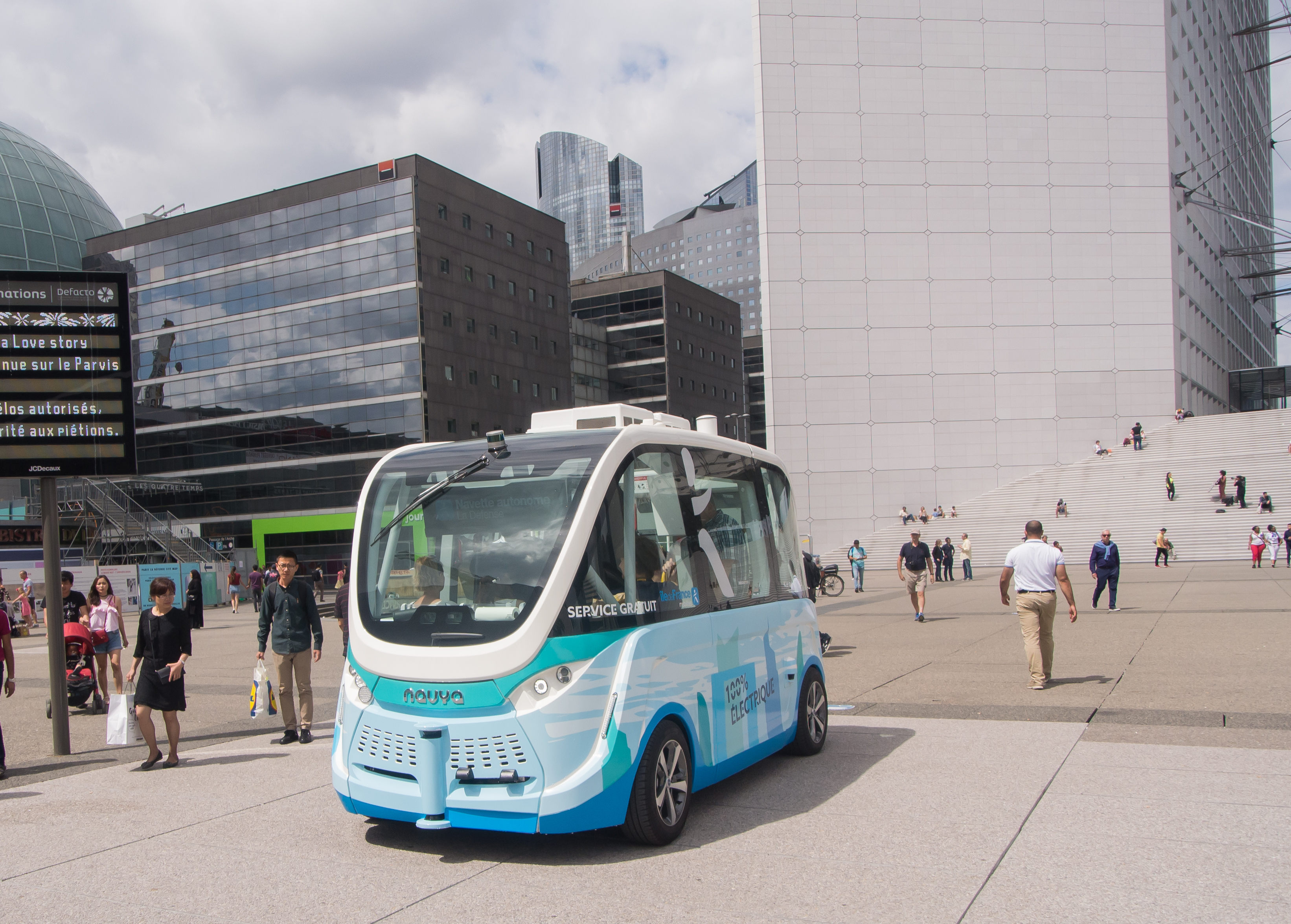
Le véhicule autonome en test est une Navya Arma. En voici un à La Défense.

En plus de ces véhicules testés, plusieurs expérimentations de navettes autonomes ont également été mises en place. Ces expérimentations sont liées à un projet visant à tester un service de transport en commun avec une navette autonome, et qui a été lancé en 2018 par un consortium de cinq entreprises (la Semitan, EDF, Charier, Lacroix City et Logiroad). Ce projet fait partie du dispositif métropolitain « Nantes City Lab ».
La première expérimentation a lieu du 1er au 30 juin 2018 sur le quai Marquis-d'Aiguillon afin de relier la Gare Maritime et la carrière de Miséry (ou se déroule l'évènement « Complètement Nantes ») soit un tracé de 650 m le long de la Loire à une vitesse commerciale de 10 km/h environ. La navette circulait du mardi au dimanche de 11 h 0 à 13 h 0 et de 14 h 0 à 18 h 0 sur une zone séparée de la circulation générale, et ne rencontrait que des piétons, vélos ou quelques voitures autorisées à circuler dans la zone. Le véhicule utilisé était une navette Navya Arma (ou Navya Autonom Schuttle) ayant une capacité de 11 passagers assis et 4 passagers debout (un opérateur de la Semitan était présent à bord afin de veiller à son bon fonctionnement) et arborant une livrée aux couleurs du Nantes City Lab,.
Le 24 avril 2019, la ministre des Transports Élisabeth Borne annonçait le projet de la mise en place de deux lignes de navettes autonomes dans l'agglomération nantaise. L'une permettrait de relier le terminus de la ligne 3 Neustrie et l'aéroport de Nantes-Atlantique (soit 2,4 km) et serait exploitée avec trois ou quatre navettes (la prolongation de la ligne 3 jusqu'à l'aéroport n'étant pas envisagé dans l'immédiat, une desserte TER passant par la gare de Rezé serait néanmoins plus cohérente selon Bertrand Affilé, vice-président de Nantes Métropole chargé des déplacements), et l'autre serait mise en place entre la gare de Doulon et celle de Carquefou (soit 7,2 km) sur la section désaffectée de l'ancienne plate-forme ferroviaire de la ligne de Segré à Nantes-État qui sera préalablement déferrée pour être transformée en voie routière exclusivement réservée à la circulation de ces véhicules.
Au vu du succès de la première expérimentation et au vu de cette annonce de la ministre des Transports, le consortium a décidé de renouveler l'expérience mais dans la circulation générale cette fois-ci. Cette expérimentation a eu lieu de mars à mai 2019 (après une marche à vide du 4 au 28 février 2019) dans la zone industrielle de l'aéroport ou la navette effectuait une boucle de 2,5 km du lundi au vendredi de 11 h 30 à 14 h 30. La vitesse limite des rues ou circulait la navette ont été abaissées à 30 km/h pour éviter une différence trop importante avec les autres usagers, et quelques aménagements ont été effectués (installation d'un giratoire, modification de la signalisation...). Une enquête a été réalisée afin de connaître l'acceptabilité sociale de ce véhicule pour les usagers et non-usagers de celui-ci. La navette aura effectué plus de 400 boucles (soit 1 020 km au total) et transporté plus de 850 voyageurs à une vitesse moyenne de 11,3 km/h (vitesse maximale à 19 km/h).

### Dépôts
À Nantes, les dépôts sont parfois appelés « Centre technique d'exploitation » ou Cetex et sont au nombre de 17 répartis sur l'ensemble de l'agglomération. Ils permettent le remisage (stockage) des véhicules, leur entretien et les réparations éventuelles à apporter, le lavage et le remplissage en GNV, gasoil ou électricité (pour les e-Busway) pour les bus ou le remplissage en sable pour les tramway, les stations de contrôle tramway et le poste de commande centralisé des bus et tramway, et les bureaux et lieux de vie du personnel (conducteurs, responsables de lignes...).

#### Dépôts Semitan
Les six dépôts de la Semitan sont regroupés en trois « unités de production » :
- au centre et nord, l'unité de production regroupant les dépôts de Dalby (remisage et entretien des rames de la ligne 1 et d'entretien des bus) et du Bêle (remisage et entretien des bus uniquement)
- au nord-ouest, l'unité de production constituée uniquement du dépôt de Saint-Herblain (remisage et entretien des rames de la ligne 3 et des bus)
- au sud, l'unité de production regroupant les dépôts de Trentemoult (remisage et entretien des bus et des Busway de la ligne 5), de la Trocardière (remisage et entretien des rames de la ligne 2) et de la Vertonne (remisage et entretien des Busway de la ligne 4)

##### Dépôt de Dalby
Le dépôt de Dalby est le plus ancien dépôt de tramway du réseau : il a ouvert en mai 1984 soit peu de temps avant le lancement de la ligne 1. Situé sur les terrains des anciens ateliers Brissonneau et Lotz (transférés à Carquefou en 1973), il a d'abord accueilli lors de son ouverture le service d'information par téléphone « Allo TAN », suivi par le nouveau service technique tramway qui s'est installé provisoirement à côté de la station service avant d'avoir ses locaux définitifs en septembre 1984. Le nouveau dépôt de Dalby accueille aussi une zone de remisage « en peigne » et un atelier adapté aux nouvelles rames, les ateliers centraux des bus et une nouvelle zone de remisage des lignes de bus de l'est de l'agglomération (ce qui entraîne la fermeture des dépôts des Rochettes et de la Morrhonnière), le nouveau poste de commande centralisé tramway et bus, le siège de la Semitan (qui était auparavant au dépôt de la Morrhonnière) et un bâtiment social avec un restaurant d'entreprise. Le nouveau dépôt est quasi-opérationnel au 1er février 1985.
En 1992, avec l'ajout d'un caisson central sur les rames TFS afin de les rendre accessibles et plus capacitaires, les remisages et les ateliers du dépôt de Dalby sont agrandis, et les autobus auparavant affectés à ce dépôt sont transférés au dépôt provisoire du Pré Gauchet avant de rejoindre le nouveau dépôt du Bêle en 2008.
En 2000, avec l'arrivée des nouvelles rames Bombardier, les ateliers sont transformés afin de permettre l'entretien de ces nouvelles rames, avec l'installation de passerelles pour les interventions en toiture. La ligne va également gérer l'exploitation de la ligne 3 jusqu'au 4 janvier 2009 ou la partie tramway du dépôt de Saint-Herblain est mise en service.
Le dépôt est actuellement situé à côté de la station Hôpital Bellier et de l'hôpital du même nom, dans le quartier Malakoff - Saint-Donatien (47° 13′ 17″ N, 1° 31′ 36″ O).

##### Dépôt du Bêle
Appartenant à la même unité de production que le dépôt de Dalby, le dépôt du Bêle est actuellement le plus récent et le plus grand des dépôts bus de la Semitan (hors dépôt de la Vertonne pour la ligne 4). Mis en service le 8 janvier 2008 et inauguré le 14 janvier 2008, ce dépôt avait pour objectif de combler la perte du dépôt du Pré Gauchet entraînant un déséquilibre d'affectation à l'est de la métropole. Une redistribution des affectations des lignes a eu donc lieu, notamment pour les lignes 12, 21 (actuelle C1), 22 (actuelle C6) et 23.
Ce dépôt est entièrement destiné aux autobus (remisage, ateliers d'entretien et bâtiment d'exploitation) et construit avec l'objectif de l'utilisation de bus au GNV (qui constituent actuellement la majorité du parc de véhicules de la Semitan) : il est équipé d'une station GNV dès son ouverture, et est donc le troisième dépôt à être doté de cet équipement après le dépôt de Saint-Herblain et le dépôt de Trentemoult. Il accueille également la structure du service de transport à la demande « Proxitan » avec l'administration, le stockage et l'entretien des véhicules de ce service. Le dépôt, dessiné par le cabinet d'architectes Denu&Paradon, s'étale sur 5,5 hectares et dispose d'un auvent pour les bus de 7 000 m2 et de 550 t.
En 2013, le dépôt est agrandi afin de recevoir 40 places supplémentaires et un agrandissement du parking des salariés.
Le dépôt est situé rue du Bêle, à la limite de Nantes et de Carquefou. Un arrêt de la ligne 95 Bêle est situé juste devant, et permet aux conducteurs de rejoindre le pôle d'échanges Haluchère afin de prendre leur service (47° 15′ 50″ N, 1° 30′ 44″ O).

##### Dépôt de Saint-Herblain
Le dépôt de Saint-Herblain, parfois appelé le dépôt des Lions, est le seul dépôt mixte bus et tramway de l'agglomération : il gère la ligne 3 et des lignes de bus du nord-ouest de l'agglomération.
Son histoire débute le 2 mai 1967 avec l'ouverture d'un premier dépôt nommé Saint-Herblain « A » sur la zone industrielle de Saint-Herblain, près de l'actuel terminus François Mitterrand de la ligne 1, afin de remplacer l'ancien dépôt Doulon-Est et de faire face au manque de places dans les dépôt de Doulon-Ouest et de la Morrhonnière. Il accueille uniquement le remisage de 80 à 100 autobus dans un premier temps, puis est agrandi par la suite en 1974 et doté d'un atelier en 1977. Il arrive cependant à saturation et ne peut également pas accueillir d'autobus articulés qui arrivent sur le réseau. L'impossibilité d'agrandir le dépôt entraîne le lancement de la construction d'un nouveau dépôt sur un autre site,.
Ce dépôt est donc fermé en janvier 1984, date ou le nouveau site Saint-Herblain « B1 » est complètement opérationnel après un an de travaux (débutés le 10 janvier 1983). Il accueille  sur 36 000 m2 le remisage (15 182 m2) et l'atelier avec trois fosses (2 400 m2) pour 150 autobus (dont 40 articulés), une station gazole avec trois pompes et une station de lavage. Ce nouveau dépôt, qui aura coûté 3 436 200 €, est inauguré en mars 1984, et les anciens terrains sont revendus à la société de location de matériel industriel Le Masne, puis à la société Hertz,.
En 1998, une station de compression gaz est installée le long de l'avenue des Lions afin d'accueillir les premiers autobus au GNV de la Semitan, les Heuliez GX 217 GNV, remisés dans ce dépôt. Cette installation s'est fait en collaboration avec GNVERT.
Avec l'arrivée de la ligne 3 jusqu'au nouveau terminus Marcel Paul, une nouvelle zone pour l'entretien et le remisage des rames de la ligne est créé et mise en service le 4 janvier 2009, soit la veille de la mise en service du nouveau tronçon de la ligne le 5 janvier 2009 (l'exploitation de la ligne 3 était auparavant assurée par le dépôt de Dalby). Le prolongement et la nouvelle zone tramway du dépôt sont tous deux inaugurés le 12 janvier 2009 après plus de 2 ans et demi de travaux (débutés en juin 2006). Le dépôt de Saint-Herblain lègue aussi l'exploitation en janvier 2008 des lignes 21 (actuelle C1), 22 (actuelle C6) et 23 et du service de transport à la demande « Proxitan » au nouveau dépôt du Bêle puisque la zone de remisage des bus a perdu de l'espace avec la création de la zone pour les tramway. Désormais, avec la création de cette nouvelle zone, les trois lignes de tramway nantais ont toutes un dépôt attitré pour le remisage et l’entretien des rames de la ligne,.
Le dépôt est actuellement constitué de 98 remisages bus (dont 27 articulés) et 18 remisages tramway (capacité qui peut être portée à 103 bus et 21 rames en utilisant les ateliers) sur 36 500 m2 de terrain (soit 40% pour les tramway et 60% pour les bus), d'un parking pour le personnel de 30 places, d'une station de compression GNV, d'une station gasoil et d'une station de lavage pour les bus, de locaux d'exploitation sur 660 m2 (gestion du dépôt, bureaux, salle de prise de service...) et de locaux d'entretien bus et tramway (dont 1 600 m2 destinés au tramway). En raison de la proximité du GNV des autobus et de l’alimentation 750 V des Lignes Aériennes de Contact (LAC) des tramways, le site est classé ATEX afin de fixer des normes de construction et d'utilisation pour éviter des incidents. Un système de sécurité arrêtant l'alimentation en 750 V en cas d'alarme gaz est également mis en place.
Des travaux de réaménagements des passerelles et des équipements de ce dépôt sont prévus afin qu'il puisse accueillir des rames CAF.
Le dépôt est actuellement situé avenue des Lions sur la commune de Saint-Herblain, juste après le terminus Marcel Paul de la ligne 3 et à côté de la route de Vannes (47° 14′ 51″ N, 1° 37′ 04″ O).

##### Dépôt de la Trocardière
Le dépôt de la Trocardière est le second plus vieux dépôt tramway du réseau : mis en service au début de l'été 1992 et inauguré en même temps que la ligne 2 le 26 septembre 1992, il gère l'exploitation de la ligne 2. À cette époque, il était situé au terminus de la ligne 2 qui allait jusqu'à la station Trocardiere adjacente, mais ses accès ont été modifiés lors du prolongement de la ligne 2 à Neustrie en 2005. Aujourd'hui, ce tronçon est desservi par la ligne 3 puisque la ligne 2 effectue son terminus à la station Gare de Pont Rousseau depuis 2007. Les rames de la ligne effectuent donc des haut-le-pied entre les stations Trocardière et Pont Rousseau ─ Martyrs ou des services commerciaux depuis la station Espace Diderot vers le nord (ce qui évite aux rames de circuler à vide). Les premiers et derniers services le matin et le soir partant et arrivant à la station Neustrie sont également effectués par la ligne 2 (direction Orvault ─ Grand Val),.
Ce dépôt dispose d'un atelier avec station service (une zone permettant de contrôler le remplissage des sablières des rames, le contrôle des pantographes et de la sous-caisse, et permet de laver les rames), d'un remisage « en peigne » et d'un bâtiment d'exploitation (gestion du dépôt, bureaux, salle de prise de service...).
Coincé dans un espace réduit entre la ligne 2 et la ligne de Nantes à La Roche-sur-Yon, le dépôt peut accueillir 26 rames de type TFS uniquement et en assurer la maintenance, mais les opérations plus lourdes et le reprofilage des roues sont effectuées par le dépôt de Dalby.
Des travaux de réaménagements des passerelles et des équipements de ce dépôt sont prévus afin qu'il puisse accueillir des rames Bombardier et des rames CAF.
Le dépôt est actuellement situé rue de la Trocardière sur la commune de Rezé, juste à côté de la station Trocardière de la ligne 3 et de la salle du même nom (47° 10′ 58″ N, 1° 34′ 23″ O).

##### Dépôt de Trentemoult
Le dépôt de Trentemoult est le dépôt chargé de la gestion des lignes de bus du sud-Loire exploitées par la Semitan, et de l'entretien et du remisage des véhicules qui y sont affectés. Mis en service en septembre 1980, il appartient à la même unité de production que les dépôts de la Trocardière et de la Vertonne eux aussi situés sud-Loire.
Installé sur la zone industrielle de la Petite Californie près que quartier de Trentemoult à Rezé, c'est l'une des premières installations industrielles et commerciales à s'installer dans cette zone. La construction de ce dépôt lance la modernisation des installations de la Semitan, avec aussi la rénovation du pôle central Commerce ou l'ouverture du dépôt de Dalby lors du lancement de la ligne 1.
En 2002, le dépôt est doté d'une station GNV. C'est le deuxième doté de cet équipement après celui de Saint-Herblain.
Le dépôt est situé 11 rue Ordronneau à Rezé, à côté du village de Trentemoult qui lui donne son nom (47° 11′ 28″ N, 1° 34′ 50″ O).

##### Dépôt de la Vertonne
Le dépôt de la Vertonne est le dépôt chargé de l'entretien et du remisage des véhicules de la ligne 4. Ouvert en 2019, il permet entre autres le stockage des nouveaux véhicules de la ligne 4 : les « e-Busway ».
Le premier dépôt de la Vertonne est un site provisoire situé dans la zone industrielle de la Vertonne à Vertou et ouvert en janvier 2019. Il a permis le remisage et la recharge (grâce à un totem prototype) des nouveaux véhicules le temps de la construction du dépôt définitif. Il était situé sur un terrain à proximité du dépôt actuel (47° 10′ 53″ N, 1° 29′ 24″ O).
Les travaux pour le second dépôt définitif débutent également en janvier 2019. Actuellement terminé, ce site dispose sur 18 300 m2 d'une zone de remisage des e-Busway, une salle de prise de service, un atelier, deux points de recharge, une machine à laver et tous les autres équipements de maintenance (levage, banc de freinage...). La construction de ce dépôt a nécessité l'intervention de quatre entreprises : le groupe GCC, BTV service, JAB Becker et Auto Equip Iberica. Le budget alloué aux travaux de ce dépôt était de 11 millions d'euros TTC.
Le dépôt définitif est situé avenue de la Vertonne à Vertou, dans la zone industrielle du même nom (47° 10′ 55″ N, 1° 29′ 30″ O).

#### Dépôts des sous-traitants
Les sous-traitants disposent au total de 11 dépôts afin d'assurer le remisage et la maintenance de leurs véhicules affectés à des lignes du réseau TAN.
Transdev STAO PL 44 dispose de trois dépôts :
- le dépôt de Nantes Chantenay situé à Nantes dans le quartier de Chantenay, entre le boulevard Maréchal-Juin et la ligne de Tours à Saint-Nazaire (47° 11′ 48″ N, 1° 36′ 19″ O) ;
- le dépôt de Couëron situé sur la commune du même nom (47° 12′ 36″ N, 1° 42′ 08″ O), il est à l'emplacement de l'ancienne société des transports Gautier, ancien exploitant affrété du réseau TAN, avant le rachat par Transdev ;
- le dépôt de la Montagne situé sur la commune du même nom et racheté aux Voyages Brounais en septembre 2005 (le logo du transporteur est par ailleurs toujours présent sur le bâtiment) (47° 10′ 36″ N, 1° 41′ 42″ O).

Keolis Atlantique dispose d'un seul dépôt, le dépôt de Nantes, situé rue de la Garde à Nantes, dans la zone d'activités « Nant'est Entreprises », entre les arrêts Tréca et Courocerie de la ligne 80 (47° 15′ 01″ N, 1° 29′ 59″ O). L'entrerpise dispose également d'un dépôt dans la zone industrielle de la Vertonne à Vertou qui permettait d'assurer des lignes du sud-Loire du réseau TAN, avant la reprise à la rentrée 2019 des activités urbaines de ce dépôt par l'entreprise Voyages Lefort (47° 10′ 48″ N, 1° 29′ 18″ O).
Les Transports Brodu (Groupe FAST) disposent de deux dépôts, tous deux situés en dehors de l'agglomération nantaise :
- le dépôt de Grandchamp-des-Fontaines, situé sur la commune du même nom (47° 21′ 45″ N, 1° 36′ 03″ O) ;
- le dépôt du Louroux-Bottereau, situé sur la commune du même nom (47° 14′ 24″ N, 1° 21′ 14″ O), assurant uniquement les lignes scolaires 105 et 135.

Les Voyages Quérard (Groupe FAST) disposent de deux dépôts, tous situés sud-Loire :
- le dépôt des Sorinières situé sur la commune du même nom, disposant d'un tunnel de lavage[61], et victime d'un incendie en 2008 lorsque le dépôt appartenait encore aux Autocars Chantreau (l'exploitation des lignes du réseau TAN qui y sont liées a ensuite été rachetée par les Voyages Quérard lors de la création de la ligne C4 en 2012) rendant inutilisable une dizaine de bus[62] (47° 08′ 28″ N, 1° 31′ 29″ O) ;
- le dépôt de Bouguenais situé sur la commune du même nom (47° 10′ 44″ N, 1° 35′ 50″ O).

Les Voyages Lefort, qui ont repris les activités du dépôt de Vertou de Keolis Atlantique à la rentrée 2019, disposent d'un seul dépôt, le dépôt de Vertou, situé entre la Gare de Vertou et le centre de la commune de Vertou (47° 10′ 56″ N, 1° 28′ 47″ O)
Pour les Navibus, il existe deux dépôts (un par exploitant) :
- le dépôt de Marine & Loire Croisières (Groupe Kersea) situé à la gare maritime (terminus de la ligne N1) (47° 12′ 21″ N, 1° 34′ 22″ O) ;
- le dépôt des Bateaux Nantais situé sous le pont Général-de-la-Motte-Rouge (47° 13′ 41″ N, 1° 33′ 08″ O).

#### Anciens dépôts
À Nantes, quelques anciens dépôts ont été fermés ou n'ont jamais été utilisés. On en compte huit actuellement, dont deux provisoires et un qui n'a finalement pas servi,.
Le dépôt de Doulon-Est est le premier dépôt de l'ancien réseau de tramway ouvert en 1875, peu avant le lancement du réseau. Situé sur l'ancienne commune Doulon au croisement du boulevard National (actuel boulevard Ernest-Dalby) et de la rue Louis-Mékarski (47° 13′ 25″ N, 1° 31′ 48″ O), il accueillait les ateliers et les remisages de 22 automotrices et 2 locomoteurs, ainsi qu'une usine d’air comprimé pour les rames Mékarski. Il accueille ensuite le remisage des autobus à partir de juillet 1951, jusqu’à sa fermeture en 1967 (remplacé par le dépôt Saint-Herblain « A » ouvert la même année). Aujourd'hui, ce terrain est occupé par une station service Total et un immeuble d'habitations. En clin d’œil à l'existence de ce dépôt, une rue porte le nom de l'inventeur du tramway à air comprimé Louis Mékarski.
Le dépôt de Doulon-Ouest est le second dépôt construit de l'ancien réseau de tramway ouvert en 1885 afin d'agrandir la capacité de remisage et d'entretien des rames. Situé juste en face du dépôt de Doulon-Est (47° 13′ 28″ N, 1° 31′ 49″ O), il accueillait également une usine d’air comprimé et un remisage. Il ferme fin 1914 et sert lors de la Première Guerre mondiale d'atelier de coupe de vêtements militaires, d’armement et de logements militaires avant que ses emprises soient occupées par un magasin Super U et des immeubles.
Le dépôt de la Morrhonnière est le troisième dépôt construit de l'ancien réseau de tramway ouvert en 1913. Situé le long du boulevard Michelet (47° 14′ 24″ N, 1° 33′ 22″ O), il a permis d’accueillir les nouveaux tramway électriques de type « Jeumont » jusqu'à la fermeture de l'ancien réseau de tramway en 1958. Il accueille alors les autobus ainsi que les services administratifs de la Semitan jusqu'à sa fermeture définitive en 1984, remplacé par le nouveau dépôt de Dalby. Aujourd'hui, il sert de remisage aux camions poubelles et autres véhicules de nettoyage de Nantes Métropole.
Le dépôt de la Ferrière était un terrain situé à proximité de la station Ferrière de la ligne 3 (47° 14′ 43″ N, 1° 35′ 37″ O). Il était envisagé en 1947 de le transformer en dépôt de trolleybus mais fut finalement revendu à la Caisse d'épargne dans les années 1960.
Le dépôt de Saint-Herblain « A » était le premier dépôt situé sur la commune de Saint-Herblain, près de l'actuel terminus François Mitterrand de la ligne 1. Ouvert en 1967, il remplace l'ancien dépôt de Doulon-Est afin de remiser et d'entretenir les autobus en circulation. Il est remplacé en 1984 par le nouveau dépôt de Saint-Herblain « B1 » et les terrains sont revendus à la société de location de matériel industriel Le Masne puis à la société Hertz.
Le dépôt des anciens abattoirs est un dépôt provisoire créé en 1976 dans l'attente de l'ouverture du dépôt de Trentemoult en 1980 (le dépôt de la Morrhonnière ne suffisant plus). Ce dépôt servira de garage à un petit nombre d'autobus et de lieu de stockage du matériel réformé jusqu'en 1980. Le terrain est actuellement occupé par les Nouvelles Cliniques Nantaises (47° 11′ 43″ N, 1° 32′ 52″ O).
Le dépôt des Rochettes était un ancien entrepôt logistique de Système U. Il accueille le remisage et des ateliers pour les bus jusqu'à sa fermeture en 1985. Le terrain est aujourd'hui occupé par le SDIS 44 (47° 15′ 48″ N, 1° 34′ 55″ O).
Le dépôt du Pré Gauchet est un dépôt provisoire qui était situé sur d'anciens terrains de la SNCF à proximité de la gare de Nantes dans le quartier Malakoff. Il a servi de site de remisage des bus qui ont quitté le dépôt de Dalby en 1992 (avec l'agrandissement de la zone tramway de ce dépôt) jusqu'à l'ouverture du nouveau dépôt du Bêle en 2008 ou ces bus ont été transférés. Le site était situé juste à côté du rond-point de la ligne C5 (actuelle ligne 5) au croisement du boulevard de Berlin et du mail Pablo-Picasso (47° 12′ 56″ N, 1° 32′ 03″ O).

#### Futurs dépôts
La construction d'un nouveau dépôt de tramway au niveau de la gare de Babinière est prévu afin de stocker les nouvelles rames de tramway.

### Le personnel d'exploitation
En septembre 2020, la Semitan emploie 2 147 salariés dont 1 559 hommes et 491 femmes, soit 2 012 équivalent temps plein. Parmi eux, 1 413 sont conducteurs ou conductrices. L'âge moyen des salariés de l'entreprise est de 44 ans et 10 mois.
Les entreprises sous-traitantes emploient elles plus de 550 conducteurs.

### Accidents
Les accidents restent rares sur le réseau, et leur nombre a même diminué en 2018 : 1 650 collisions ont été comptabilisées cette année-là (dont 47 blessés légers et trois graves) soit une baisse de 1,8 %.
D'autres accidents sont également dus au non-respect des feux rouges clignotant type « R24 » au niveau des intersections avec le tramway (plus d'un accident sur deux avec ce mode de transport), à des collisions avec des piétons (19 sur le réseau tramway et 20 sur le réseau routier en 2018) notamment au niveau des stations, ou à des chutes à l’intérieur des véhicules (représentant 35 % de l'ensemble des accidents) notamment lors de bousculades ou de freinages des véhicules dû à un comportement imprudent obligeant le conducteur à réagir. Plusieurs zones sont également considérées comme plus à risques, comme des giratoires sur des lignes de tramway ou des zones de traversées piétonnes importantes.
Quelques accidents plus spectaculaires sont quand même constatés, notamment le déraillement de la rame de tramway N°342 (type TFS) au niveau de la station Médiathèque le 3 mars 2021 après avoir percuté une voiture, ou encore une collision entre trois bus au niveau de l'arrêt Fardière sur les lignes C20 et 81 (impliquant un GX 417 de la Semitan arrêté sur la voie de bus, un GX 317 et un Lion's City A37 de Transdev STAO PL 44) et où une conductrice de Transdev a été sérieusement blessée et a dû être désincarcérée,.

### Sécurité
Face à l'augmentation constante des incivilités enregistrées ces dernières années sur le réseau, Nantes Métropole a décidé de se doter d'une « Police métropolitaine des transports en commun » (abrégé PMTC) constitué fin 2021 de 32 agents assermentés ayant le statut de policiers municipaux placés sous l'autorité de la présidence de la métropole, et ayant suivi une formation de 6 mois. Ces policiers sont progressivement déployés depuis novembre 2020 et patrouillent sur le réseau structurant (tramway, Busway et Chronobus) de 11 h 0 à 23 h 30 (période de la journée durant laquelle les incivilités sont plus fréquentes) dans les véhicules, aux arrêts et aux pôles d’échanges. Cette police travaillera en complémentarité avec les personnels de la SEMITAN ayant plutôt un rôle de médiation, ainsi qu'avec les polices municipales, la gendarmerie et la police nationale (en particulier la « brigade de surveillance des transports en commun »). La décision de création de cette police métropolitaine est intervenu lors de la séance de conseil communautaire du 13 décembre 2019, et fait l'unanimité des 24 maires de la métropole. Le budget annuel de fonctionnement de la police est estimé à 2,1 millions d’euros,.

## Tarification et financement

### Tarification
Les titres du réseau TAN sont valables sur toutes les lignes de tramway, Busway, bus (hors navette Aéroport disposant d'un tarif spécifique et hors ligne 67 après l'arrêt Droitière), Navibus, trains TER (en deuxième classe) et autocars Aléop si le trajet est effectué intégralement à l'intérieur de l'agglomération nantaise.
Les tarifs du réseau TAN sont contenus dans trois supports distincts : le ticket papier, la carte Libertan et le billet mensuel.
| Année                                      | 1er juillet 2024 | 1er juillet 2023 | 1er juillet 2022 | 1er juillet 2021 |
| Carnet de 10 tickets                       | 17,5€            | 17€              | 16€              | 15,6€            |
| Prix annuel Libertan formule « illimitée » | 539€             | 525€             | 500€             | 492,5€           |

#### Ticket horaire

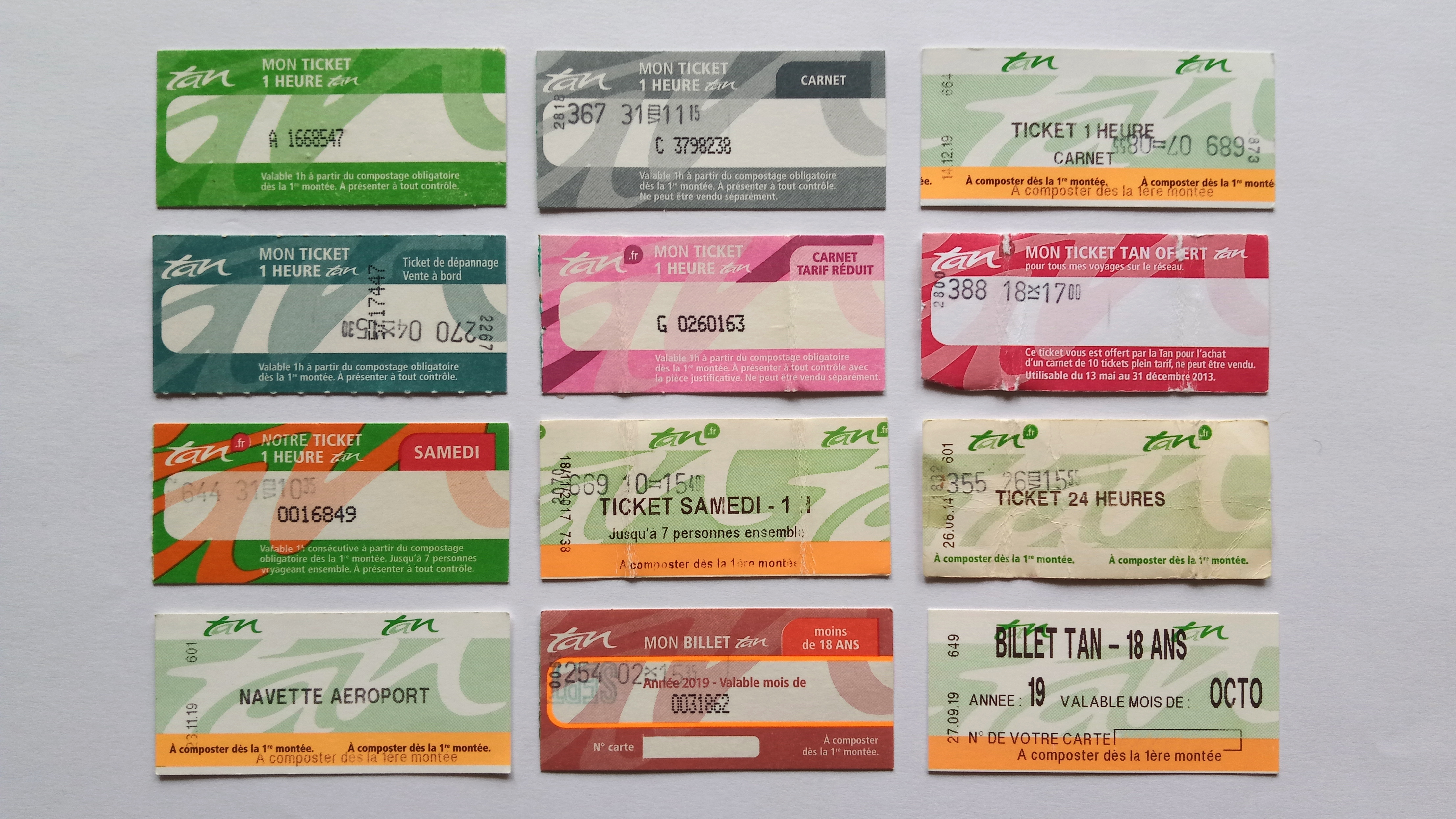
Tickets utilisés sur le réseau.

Le ticket horaire à Nantes est valable une ou 24 heures après la première validation en fonction du type de ticket acheté. Il permet des correspondances avec tous les modes de transports dans la limite de la durée de validité du ticket.
Au 1er septembre 2024, pour les voyageurs occasionnels, le prix d'un ticket 1 heure s'élevait à 1,80 euro (2,00 euros si vendu à bord des bus), le carnet de 10 tickets 1 heure à 17,50 euros, le ticket navette Aéroport à 9,00 euros, le ticket groupe scolaire à 9,50 euros (jusqu'à 10 enfants ensemble valable 1h sur le réseau), le ticket 24 heures à 6,50 euros et le ticket 24 heures pour 4 personnes voyageant ensemble à 13,00 euros.
A partir du 19 mai 2025, les tickets horaires au format papier seront progressivement remplacés par des tickets rechargeables, cartonnés et au format carte bancaire.
Il existait également un « ticket samedi » (valable uniquement les samedis) qui permettait à 7 personnes voyageant ensemble de voyager deux fois une heure sur le réseau (deux tickets sont vendus) pour 4,00 euros (supprimé avec l'arrivée de la gratuité le week-end) et un « ticket duo » valable pour deux personnes voyageant ensemble (supprimé en 2009).
Les tickets du réseau TAN sont sous format Edmondson. Pour les valider, les utilisateurs disposent d'oblitérateurs Trapèze-Elgeba Ticompact 02 et Elgeba MC692 qui permettent d'apposer un tampon sur le ticket avec l'heure et le jour de validation entre autres (les tickets ne sont pas équipés de bande magnétique ou de carte à puce). Les Citaro G GNV BHNS disposent quant à eux de valideurs Trapèze-Elgeba Ticompact 01.
Depuis le 1er octobre 2012, les usagers peuvent également acheter des tickets virtuels, appelés « mTicket », sur l'application mobile pour smartphone lancée en février 2012. Cet achat de tickets virtuels était une première à cette époque. En septembre 2020, 5 000 mTickets sont achetés par jour.

#### Carte Libertan

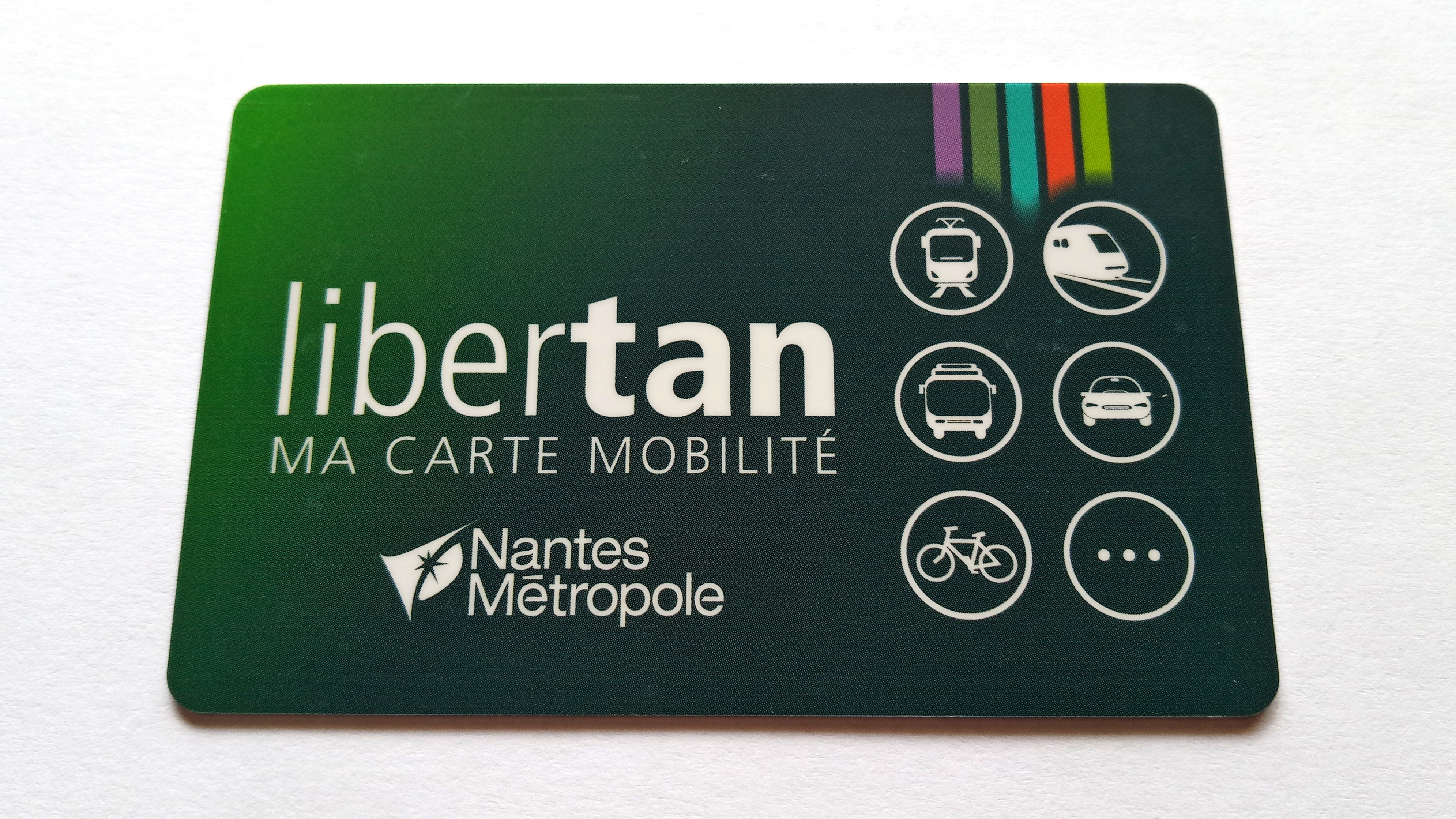
Carte Libertan.

La carte Libertan (officiellement graphié « libertan ») est une carte nominative permettant aux usagers réguliers du réseau TAN de se déplacer sur le réseau ainsi que d'accéder à plusieurs autres services (Bicloo, Marguerite, Parcs relais...). Elle a été lancée à l'automne 2013 en remplacement de l'ancien « pass annuel » que 100 000 usagers utilisaient,. Depuis le lancement de cette carte, la barre des 250 000 abonnés Libertan a été franchie en 2019. Une campagne d'affichage a par ailleurs été mise en place pour l'occasion dès le 25 mars 2019. Au 1er septembre 2020, 286 488 usagers sont abonnés à la carte Libertan.
Cette carte peut contenir deux formules permettant deux usages différents en fonction des besoins des usagers.
La formule « sur mesure » est la première manière d'utiliser la carte Libertan. Elle devient alors un support contenant plusieurs tickets, avec parfois des tarifs avantageux, qui sont activés lors d'une validation en fonction du trajet effectué : ticket une heure à 1,51 euro (au lieu d'1,70 euro en tarif normal), tarif réduit à 0,95 euro (pour les familles nombreuses, usagers de 60 ans et plus...) ou ticket navette Aéroport à 9,00 euros (le tarif ne change pas).

Le prélèvement automatique est effectué deux mois plus tard en fonction du nombre de trajets effectués (il n'y a pas de facturation si aucun titre n'a été validé). Le prélèvement est plafonné jusqu'au tarif du billet mensuel correspondant à la tranche d'âge de l'usager.
La formule « illimitée » est la seconde manière d'utiliser la carte Libertan. Le nombre de trajets est illimité sur l'intégralité du réseau (sauf navette Aéroport) pendant un an (un renouvellement automatique est possible) et 10 prélèvements sont effectués sur les 12 mois de validité en fonction de la tranche d'âge de l'usager.
| Année                                            | 2018    | 2019    | 2020    | 2021    |
| Nombre d'abonnés Libertan formule « sur mesure » | 112 785 | 131 127 | 147 585 | 159 614 |
| Nombre d'abonnés Libertan formule « illimitée »  | 150 727 | 155 361 | 157 875 | 153 285 |

La carte Libertan (formule sur mesure et illimitée) donne également accès aux cars scolaires. Les véhicules disposent de valideurs à bord permettant aux usagers de valider leur carte.
Le 1er janvier 2021, le tarif de la formule illimitée et le plafond de la formule sur mesure ont été abaissés de 20%.
Une tarification solidaire permet également à tous les membres d'un foyer de bénéficier d'une réduction sur leur abonnement illimité en fonction de leur quotient familial, ou d'un tarif réduit sur la formule sur mesure pour les familles nombreuses de 3 enfants et plus ou pour les usagers de 60 ans et plus. Une prime transport est également disponible ou 50% du tarif de la formule sur mesure ou illimitée est prise en charge par l'employeur, et des réductions sont appliquées pour les personnes à mobilité réduite.
Pour valider leur carte Libertan, les utilisateurs disposent de valideurs sans contact ACS VPE 420 dans chaque véhicule du réseau.

#### Billet mensuel
Le billet mensuel est un ticket permettant un accès illimité au réseau TAN (sauf navette Aéroport) du premier au dernier jour du mois indiqué sur ce ticket. Il est à associer à une carte d'abonnement mensuel nominative valable 3 ans maximum (sauf la carte 26 ans et plus sans limite de durée).
Le 1er janvier 2021, le tarif des billets mensuels ont été abaissées de 20%.

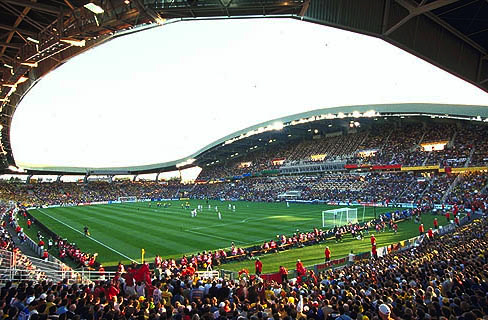
Un billet d'entrée pour le stade de la Beaujoire permet d'accéder au réseau TAN deux heures avant et après le match.

#### Autres titres
Le titre « Métrocéane » permet d'effectuer des trajets sur les réseaux TAN (sauf navette Aéroport), TER Pays de la Loire (en deuxième classe), Aléop en 44 et Ycéo. En 2019, 33 109 titres Métrocéane ont été vendus, ce qui représente 422 257 voyages réalisés sur cette année là.
Les titres des lignes d'autocars Aléop peuvent également être utilisés sur le réseau TAN. Les tickets des deux réseaux sont à valider à la première montée, et ils sont valables deux heures sur le réseau Aléop et une heure sur le réseau TAN.
Les billets de matchs et spectacles au stade de la Beaujoire, au Grand T, au Handball Club de Nantes et aux concerts de l'Orchestre national des Pays de la Loire donnent un accès au réseau TAN deux heures avant et deux heures après le début et la fin de l'évènement dans la limite des horaires de service (sauf navette Aéroport, TER Pays de la Loire et Parcs relais).

#### Points de vente
Les usagers peuvent acheter leur titre à plusieurs endroits du réseau :
- aux distributeurs automatiques présents aux stations de tramway, Busway et à certaines de Navibus (bornes de type « Guichet libre-service », « Ticket minute » ou « Distributeur à touches ») où sont vendus des tickets et billets mensuels TAN, des tickets Aléop et des titres Métrocéane[96]
- à l'espace mobilité au pôle d'échanges Commerce où sont vendus tous les titres TAN, ainsi que des titres Aléop et TER[97]
- aux relais TAN (commerces permettant l'achat de titres TAN, principalement des bars-tabacs) où sont vendus les principaux titres TAN[98]
- à bord des bus ou des Navibus où est vendu un ticket une heure de dépannage à 2,00 euros (pas de vente à bord des tramways et Busway)
- en ligne sur l'application mobile (lancée en février 2012) disponible sur smartphone et permettant, depuis le 1er octobre 2012, d'acheter des tickets virtuels appelés « mTicket » (une première à cette époque)[99],[82]
- sur la boutique TAN en ligne[100]

Le réseau dispose de 128 relais TAN et de 197 distributeurs automatiques sur l'ensemble de l'agglomération.
Un nouveau site internet du réseau a été mis en ligne en 2009. Ce nouveau site a permis de répondre à la demande croissante de cet outil : une progression des connexions de 700 % est constatée entre 2004 et 2008.
Depuis janvier 2019, les usagers peuvent également gérer leur abonnement Libertan sur le site « e-Services » de Nantes Métropole.

#### Gratuité
Le réseau est gratuit pour les enfants accompagnés de moins de 6 ans (hors cars scolaires et sorties scolaires).
Le réseau était également gratuit pendant les week-ends précédant les fêtes de fin d'année afin d'inciter l'usage des transports en commun pour faire ses achats en centre-ville. Ce système a été remplacé le 24 avril 2021 par la gratuité totale du réseau tous les week-ends même pendant les fêtes.
Depuis le 24 avril 2021, le réseau TAN est gratuit les week-ends du samedi minuit jusqu’au dimanche 23 h 59 (sauf navette Aéroport et service Covoit’Tan). Cette gratuité est également valable sur les services de transport à la demande, à bord des TER et des cars Aléop à l'intérieur de l'agglomération, et aux parcs relais (la carte Libertan et le ticket parking relais doit quand même être validé pour sortir gratuitement du parc relais). Cette mesure, au départ prévue pour la rentrée de septembre 2021, a été avancée en raison de la crise sanitaire.

### Financement
| M€                                                   | 2004 | 2005 | 2006 | 2007 | 2008 | 2009 | 2010 | 2011 | 2012 | 2013 |
| ---------------------------------------------------- | ---- | ---- | ---- | ---- | ---- | ---- | ---- | ---- | ---- | ---- |
| Versement transport perçu par la métropole           | 89   | 95   | 100  | 103  | 109  | 110  | 111  | 119  | 131  | 138  |
| Fonctionnement : versé par la métropole à la Semitan | 62   | 66   | 70   | 76   | 83   | 80   | 85   | 85   | 91   | 90   |
| Investissement réalisé par la métropole              | 60   | 69   | 47   | 50   | 37   | 33   | 24   | 48   | 79   | 67   |
| Abonnements                                          | 15   | 16   | 17.9 | 20   | 21.1 | 23   | 26   | 28.2 | 30   | 31.9 |
| Tickets                                              | 15   | 16   | 17.2 | 17   | 17.9 | 18   | 18   | 18.8 | 20   | 22.1 |
| Budget global                                        | 152  | 167  | 152  | 163  | 159  | 154  | 153  | 180  | 220  | 211  |

Le Budget primitif 2015 de Nantes Métropole indique un versement transport de 144,6 M€ et un budget alloué aux déplacements de 139,9 M€.
Le Budget annexe Transport primitif 2019 de Nantes Métropole indique un budget de fonctionnement de 223,8 M€ incluant un versement transport de 130,4 M€, des recettes de transports de voyageurs de 71,6 M et d'autres recettes, ainsi que des dépenses d'investissement réelles de 87,5 M€, financées principalement par 69,5 M€ d'emprunts.
En 2019, Nantes Métropole a versé une enveloppe de 177 millions d'euros à la Semitan, et prévoit d'augmenter ce chiffre de 20 % pour 2025 afin d'atteindre une enveloppe de 215 millions d'euros.
Fin août 2020, avec la crise sanitaire et la baisse de fréquentation constatée, la perte de recettes s'élève à 16,7 millions d'euros.

## Fréquentation
La fréquentation du réseau a augmenté d'environ 70 % entre 2000 et 2017, puis a conservé cette augmentation régulière, avant de chuter brutalement en 2020 à la suite de la crise sanitaire.
| Année                                  | 2000 | 2007    | 2008    | 2009    | 2010    | 2011    | 2012    | 2013    | 2014    | 2015    | 2016    | 2017    | 2018  | 2019  | 2020 | 2021  | 2023 |
| Nombre de voyages annuel (en millions) | 80   | 109,535 | 112,793 | 112,720 | 113,127 | 116,557 | 121,336 | 126,599 | 130,428 | 132,607 | 133,550 | 136,128 | 143,8 | 148,6 | 95,4 | 115,9 | 146  |

| Année                                                | 2008 | 2018                                   | 2019 | 2020 | 2021 |
| Nombre de kilomètres annuels effectués (en millions) | 24   | 28,9 (dont 6,9 par les sous-traitants) | 29,6 | 26,3 | 28,7 |

### Statistiques
Le service de « mobilité comme service » Moovit a publié les données statistiques de son étude sur l’utilisation et le fonctionnement du réseau TAN.
Selon cette étude, les usagers du réseau nantais passent en moyenne 34 minutes par jour dans les transports en commun, et 9 % d'entre eux y passent plus de deux heures par jour. Ils attendent en moyenne huit minutes à un arrêt ou à une station en jour de semaine, et 5 % d'entre eux y attendent plus de 20 minutes. Ils parcourent en moyenne 4,3 km par trajet en transport, et 3 % d'entre eux parcourent un trajet de plus de 12 km. 25 % des usagers n’effectuent aucune correspondances lors d'un trajet moyen (aller simple), et 51 % effectuent deux correspondances lors d'un trajet. Enfin, les usagers marchent en moyenne 0,63 km par trajet, et 17 % d'entre eux marchent plus d'un km.
Les lignes de tramway les plus empruntées sont, dans l'ordre, la ligne 1 puis la ligne 2 et enfin la ligne 3. Les trois stations de tramway les plus populaires sont Duchesse Anne ─ Château (sur la ligne 1), Saint-Mihiel et Motte Rouge (sur la ligne 2).
Les trois lignes de bus les plus empruntées sont la ligne C6, la ligne C1 et la ligne 12. Les arrêts de bus les plus populaires sont Commerce, Place du Cirque et Pirmil.

### Avis des usagers
Chaque année au printemps, une enquête de satisfaction est menée en partenariat avec l'institut d’études BVA afin de mesurer la satisfaction des usagers vis à vis des services du réseau (fréquence de passage des bus, propreté...).
Pour l'édition 2020, malgré la crise sanitaire, 3 500 personnes ont donné leur avis en ligne entre mars et avril 2020 (65 % d'actifs, 20 % d'étudiants, 17 % de collégiens et lycéens, 11 % de retraités et 3 % sans activité). Une majorité des répondants sont des usagers réguliers du réseau (45 % de motifs de voyages sont pour leur travail, contre 23 % pour les loisirs).
 Selon cette enquête, plus de huit clients sur dix se disent satisfaits des services du réseau (dont 87 % pour le tramway et le Busway, 90 % pour le Chronobus et 81 % pour le bus). Les points positifs des usagers se portent sur les libertés de déplacement et l'amabilité du personnel (plus de 9 voyageurs sur 10 satisfaits du personnel TAN), et les points négatifs se portent sur le nombre de lignes et les fréquences, les incivilités et sur la disponibilité des informations notamment en temps réel (lors de perturbations). La régularité est un point à la fois positif et négatif en fonction des avis.
Dans l'évaluation du plan de déplacements urbains 2000-2010, il est également indiqué que les transports nantais sont, selon les habitants de la métropole, « pratiques, rapides et utiles » (94 % des usagers sont assez ou très satisfaits de l’offre de transport proposée). L'étoile ferroviaire, l'intégration tarifaire, les navettes fluviales ou la croissance de l'offre sont également cités comme des réussites.

Toujours selon cette évaluation, les usagers regrettent néanmoins un manque de liaisons périphérie à périphérie, un retard sur la mise en accessibilité du réseau et un manque de services en heures creuses ou pendant les vacances scolaires. L'information sur la multimodalité (bus, tramway, train, car...) est jugée insuffisante ou inaccessible.

### Impact de la crise sanitaire
Avec la crise sanitaire en 2020, le réseau a dû adapter à de nombreuses reprises son niveau de service. Ainsi, le 24 mars 2020, avec le premier confinement, il est passé en « jour blanc » (le niveau de service le plus bas) en raison de la baisse de fréquentation constatée. L'offre a ensuite été progressivement augmentée et la fréquentation est petit à petit repartit à la hausse avec 60 % de la fréquentation habituelle à cette période en juin 2020, puis 75 % en juillet, 80 % en août et 84 % en septembre.
Malgré la perte de recettes importantes, des dépenses supplémentaires pour les précautions sanitaires ont été effectuées : fin août 2020, ce chiffre s'élève à 2,5 millions d'euros, dont 1 million pour les protections individuelles et 1 million pour la désinfection des véhicules. Les principaux pôles d'échanges et une partie des véhicules du réseau ont été équipés de distributeurs de gel hydroalcoolique (70 litres de gel sont consommés par jour), un film virucide a été apposé sur les valideurs et les barres de maintien, et les véhicules sont quotidiennement désinfectés. Un filtre UV a été expérimenté dans trois rames de tramway pour la purification de l'air dans les systèmes de ventilation. 75 % des usagers se sont dis satisfaits des mesures sanitaires mises en place,.

## Projets de développement

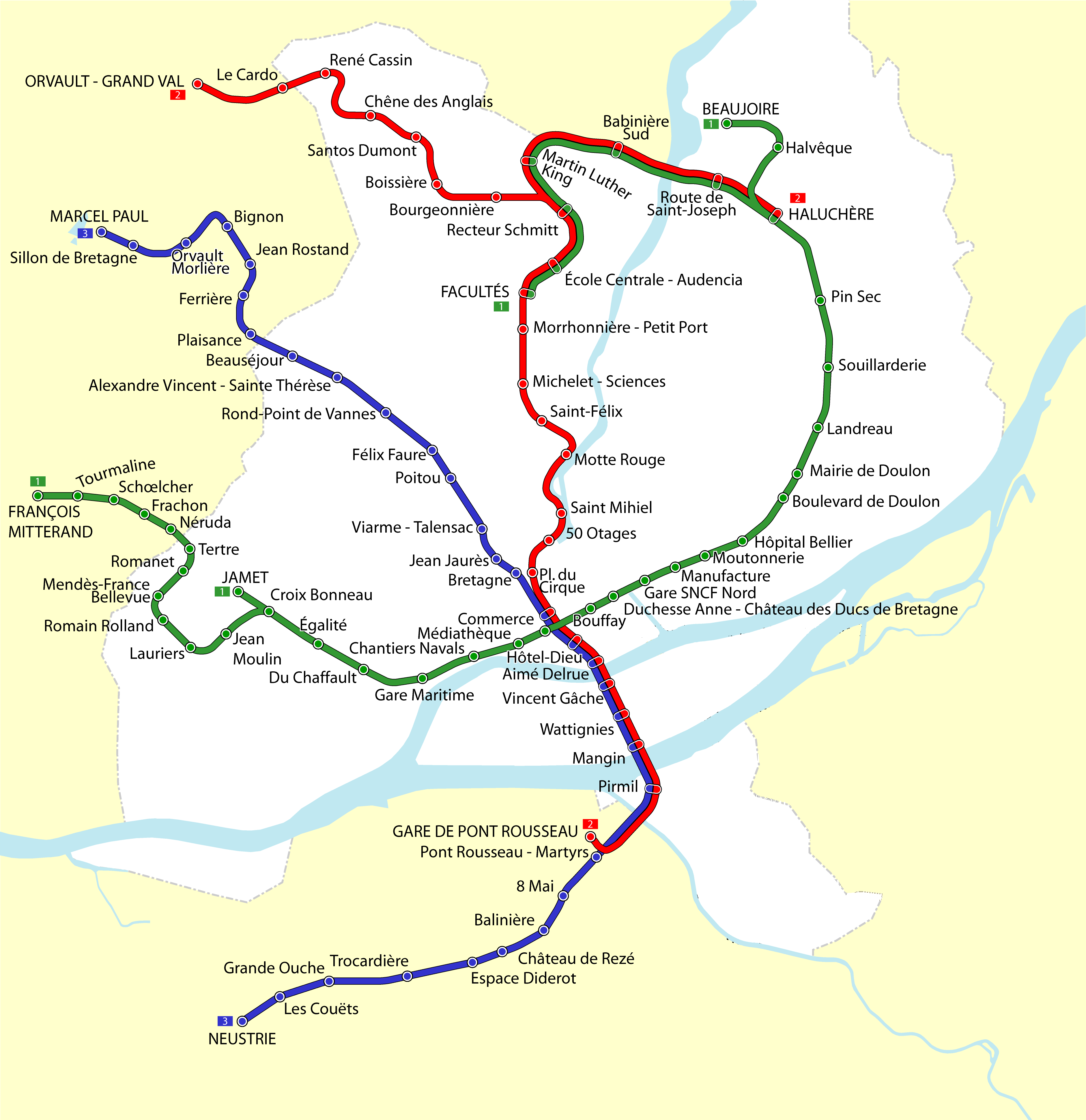
Un des projets actuellement en cours : une interconnexion entre les lignes 1 et 2.

Plusieurs projets de développement du réseau sont actuellement en cours.

### Tramway
À l'horizon 2026, deux nouvelles lignes de tramway seront créées (lignes 6 et 7) desserviront notamment l'île de Nantes et le futur CHU en reprenant le tracé de la ligne 1.
Une connexion au nord est également prévue, et serait empruntée par la future ligne 6.

### Busway
Un prolongement de la ligne 4 jusqu'à Vertou est prévu et devrait aboutir à l'horizon 2027.
Pour la ligne 5, une modification de son itinéraire au niveau de la gare sud est prévu avec le réaménagement de ce secteur et il est également envisagé de prolonger la ligne au-delà de ce terminus (soit vers l'Hôtel-Dieu soit vers le Boulevard de Doulon).
Une ligne 8 desservira l'Île de Nantes d'est en ouest, avant de desservir la future ZAC des Isles à Rezé.
Une nouvelle ligne de BHNS sera également créé (Busway ou Chronobus) et reliera la gare de Nantes à l'aéroport de Nantes-Atlantique en passant par l'Île de Nantes et la route de Pornic, en desservant une nouvelle halte ferroviaire créé à proximité.

### Navibus
Plusieurs nouvelles lignes de Navibus sont prévues : une a déjà été lancée (la ligne N2), deux autres seront lancées en 2022, et une troisième à vocation plus touristique sera lancée en 2023.
Une navette sur l'Erdre est également expérimentée en juin de chaque année depuis 2018.

### Train
En février 2021 a été acté la création d'une halte ferroviaire à proximité de l'aéroport (son emplacement exact n'a pas été encore communiqué) sur la ligne de Nantes à Sainte-Pazanne. Elle sera desservie par une nouvelle ligne de BHNS. L'ouverture de cette halte est prévue à l'horizon 2030 avec une fréquence de passage d'un train toutes les 30 minutes pour un temps de parcours de 13 minutes depuis la gare de Nantes. Le calendrier précis et l'enveloppe financière n'ont pas été encore communiqués.
Dans un nouveau schéma directeur, SNCF Réseau prévoit la création autour de plusieurs métropoles françaises (dont Nantes fait partie) d'un « services express métropolitains » ou SEM en s'inspirant du RER francilien. Ce SEM a pour objectif d'augmenter l'attractivité du réseau ferroviaire autour de la métropole en augmentant la fréquence de passage des trains (notamment en heure de pointe) et en aménageant des gares et haltes répondant au mieux aux besoins des usagers. De gros travaux seront nécessaires à la réalisation d'un tel réseau notamment pour adapter les voies ferrées, mais SNCF Réseau espère débuter les travaux à l'horizon 2023-2024 et demande aux régions et agglomérations concernées de se prononcer d'ici 2022 sur leur stratégie. La région Pays de la Loire a affirmé être d'accord pour le développement d'un SEM autour de Nantes mais indique que son développement engagera des dépenses importantes notamment dans les gares.

### Métro
En 2019, un collectif citoyen appelé « Métro Nantes » lance l'idée d'une possible ligne de métro à Nantes afin de contribuer à l'amélioration des mobilités et à la réduction du trafic automobile dans la métropole. Ce collectif réalise un projet sommaire proposant une ligne circulaire passant par la gare, l'île de Nantes et la gare maritime avec une antenne vers Saint-Herblain.
Les candidates aux élections municipales de 2020 Johanna Rolland (PS) et Valérie Oppelt (LREM) intègrent à leur programme la promesse d'étudier la faisabilité du métro.